# The Edge of Glory
"The Edge of Glory" é uma canção gravada pela cantora e compositora norte-americana Lady Gaga, que a coescreveu com Fernando Garibay e Paul Blair. Inicialmente distribuída como um de dois singles promocionais do seu segundo álbum de estúdio, Born This Way (2011), acabou sendo lançada oficialmente como o terceiro single do mesmo a 9 de Maio de 2011 pela Interscope Records após registar um enorme embarque de unidades digitais e adicionada às principais estações de rádio contemporary hit radio norte-americanas a 17 de Maio. A canção, cujo tema é o último momento da vida de uma pessoa, foi gravada em Outubro de 2010 em Oslo enquanto a intérprete ainda realizava os concertos da The Monster Ball Tour (2010-11). A principal inspiração de Gaga ao compor a faixa foi a morte do seu avô em Setembro de 2010, que a afectou profundamente. Acompanhada por um solo de saxofone tocado por Clarence Clemons, tem uma melodia que se assemelha a trabalhos de Bruce Springsteen e contém várias qualidades similares a obras de adult contemporary da década de 1980.
Em geral, "The Edge of Glory" foi recebida com opiniões favoráveis pela crítica especialista em música contemporânea, sendo considerarada um destaque no álbum e vangloriada pelo desempenho vocal, descrito como "cheio de alma", bem como a instrumentação inspirada pela sonoridade musical dos anos 80, inclusive o saxofone por Clemons. Entretanto, em países asiáticos como a Malásia e a República Popular da China, nos quais Born This Way havia sofrido uma enorme censura e banimento temporário devido aos temas que aborda, a canção individualmente acabou também sendo recebida com escárnio, tendo sido banida e impedida de ser reproduzida em qualquer estação de rádio malaia. Não obstante, recebeu uma nomeação na cerimónia dos prémios People's Choice na categoria "Canção Favorita do Ano" e foi reconhecida como a "Canção Mais Interpretada do Ano" pela American Society of Composers, Authors and Publishers (ASCAP), juntamente com "Born This Way".
Após o seu lançamento como single, tornou-se num êxito internacional, alcançando as dez melhores posições em vários mercados musicais, incluindo a Austrália, a Bélgica, o Canadá, a Espanha, a Nova Zelândia e o Reino Unido. Nos Estados Unidos, estreou no terceiro lugar da Billboard Hot 100, tornando-se no décimo single de estreia da artista a posicionar-se nos dez melhores postos da tabela musical, um feito conquistado anteriormente apenas por Mariah Carey. Além disso, tornou-se na décima canção da intérprete a alcançar o topo da Hot Dance Club Songs, o que rendeu à artista o intervalo de tempo mais curto a conseguir tal feito, ultrapassando o recorde estabelecido por Rihanna. Em parte, o motivo do sucesso da canção deveu-se às variadas interpretações ao vivo e aparições promocionais da intérprete em eventos e programas de televisão como o American Idol, Saturday Night Live, The Howard Stern Show e a cerimónia dos prémios MuchMusic de vídeo. A canção foi também posicionada como a primeira do bis da The Born This Way Ball (2012-13).
O vídeo musical para "The Edge of Glory" foi filmado nos últimos dias de Maio nos Universal Studios em Los Angeles sob a direcção da Haus of Gaga e da própria cantora. Inicialmente, Joseph Kahn havia sido anunciado como o director de arte do teledisco, contudo, acabou se afastando da produção devido a divergências criativas. Lançado a 16 de Junho de 2011, o seu visual simples é notável pela ausência de cenários exuberantes e coreografia elaborada com recurso a dançarinos. O vídeo é seguido em linha recta e apresenta apenas a artista, que usa uma peça de roupa de cabedal desenhada por Gianni Versace, e Clemons em uma rua deserta à medida que ela canta e dança ao som da música e ele toca o seu saxofone. A recepção da crítica para com o teledisco foi mista, com vários analistas revelando um desagrado pela simplicidade e apontando várias semelhanças com trabalhos de grandes artistas de música pop da década de 1980, inclusive Madonna e Michael Jackson. Contudo, o visual da cantora e o cenário da Cidade de Nova Iorque no qual o vídeo é ambientado foram louvados, bem como a temática dos anos 80 e a inclusão do saxofonista.

## Concepção e inspiração
"A canção é sobre quando a minha avó estava ao lado do meu avô enquanto ele morria. Houve um momento em que senti que ele tinha olhado para ela e contado que tinha vencido na vida. Tipo, 'Eu sou um campeão. Nós vencemos. O nosso amor fez de nós vencedores.' Eles estavam casados há 60 anos. Eu pensei sobre essa ideia, que o momento glorioso da sua vida é quando você decide que está bem para ir, você não tem mais palavras a dizer, mais actividades, mais montanhas para escalar. Você está no penhasco, você tira seu chapéu para você mesmo e vai. Isso é o que foi para mim naquele momento quando eu o testemunhei."

— Gaga falando sobre a inspiração para "The Edge of Glory" com Jon Pareles, jornalista do The New York Times.
As origens da primeira versão de "The Edge of Glory" surgiram em Janeiro de 2011, quando Gaga publicou uma pré-visualização das letras no Twitter: "I'm on the edge of glory, and I'm counting on a moment of truth. I'm on the edge of glory, and I'm counting on a moment with you", dando a conhecer assim o refrão e o nome da canção. Stephen Hill, vice-presidente da programação musical da Black Entertainment Television (BET), teve a oportunidade de ouvir a uma dúzia de canções de Born This Way antes mesmo de terem sido anunciadas pela artista. Sobre "Edge of Glory", ele definiu como "uma canção louca e fenomenal" logo após a primeira audição, tendo assim revelado o seu título para o público no seu Twitter.
Paul Blair, compositor da faixa, revelou que antes de ele e a equipa de Gaga terem regressado à Europa para as últimas apresentações de 2010 da The Monster Ball Tour, Gaga tinha se dado uma licença de alguns dias de modo a poder estar com o seu avô doente, que se encontrava já em estado terminal. Após a morte dele a 24 de Setembro de 2010, a cantora disse a Blair que havia composto uma canção que abordava a morte do seu parente, detalhando minimamente o impacto que este acontecimento teve ao repercutir nela. Durante a transmissão de A Very Gaga Thanksgiving, um programa especial de Ação de Graças emitido na American Broadcasting Company (ABC) em Novembro de 2011, Gaga revelou que foi um momento específico compartilhado pelo seu avô e a esposa dele que providenciou a fonte de inspiração para "The Edge of Glory": "Eles estavam casados há 60 anos, e a minha avó costumava dizer-me que o meu avô dormia em um carro na rua apenas para que pudesse estar perto dela — eles são italianos e as regras dos seus pais eram muito rígidas então não havia maneira nenhuma de o meu avô dormir na casa da minha avó quando ela era jovem. Quando vi ele a dizer-lhe adeus, apercebi-me naquele momento que ambos reconheceram que haviam vencido na vida pois haviam vencido no amor de um ao outro." Não obstante, em entrevista ao The Howard Stern Show, Gaga explicou que esta canção não é apenas sobre perder o seu avô, mas também sobre preocupações adicionais sobre a vida: "É também sobre saber bem dentro de si que você possa talvez jamais atingir aquele momento glorioso até você morrer..."
Mais informações sobre a canção foram reveladas pela intérprete durante uma entrevista ao Google, na qual afirmou que compôs a canção durante um momento bastante emotivo enquanto estava sentada com o seu pai num piano, e explicou a obra como sendo um dos últimos momentos na Terra, antes de uma pessoa morrer. Outra inspiração para "The Edge of Glory" foi o filme de acção Rocky III (1982), que, sendo o filme favorito de Gaga, ela achou que a canção era sobre olhar para a vida directamente, com o sentimento de ser um campeão - como a emoção apresentada pela personagem Rocky Balboa no filme, interpretada por Sylvester Stallone. "Esta canção é sobre olhar a vida no olho e quando você morrer, poder dizer 'Eu ganhei, eu sou um campeão', como Rocky a correr para o topo da escadaria. Rocky é o meu filme favorito — eu amo Rocky III porque ele é derrotado no primeiro round e depois retorna", explicou a cantora.
"Uma das canções do álbum que é realmente uma das minhas preferidas, chama-se 'Edge of Glory' e é uma espécie de uma história triste. Desculpa por ser chata. O meu avô faleceu há cerca de cinco meses, e o meu pai e eu íamos fazer uma despedida a ele no hospício, e eu acabava de terminar de beber uma coisa enorme de agave tequila, e o meu pai sentou ao meu lado no piano e começamos a tomar shots, e eu compus 'Edge of Glory' no piano e o meu pai e eu chorámos... [Essa] canção pode ser tocada no piano, mas é realmente programada para esta batida de dance estrondosa, enorme, techno-rock, Springsteen-esca. Eu chamei Clarence Clemons da E Street Band para tocar o saxofone. É muito bonita."

— Gaga a falar sobre "The Edge of Glory" em entrevista ao Google.

## Composição e gravação

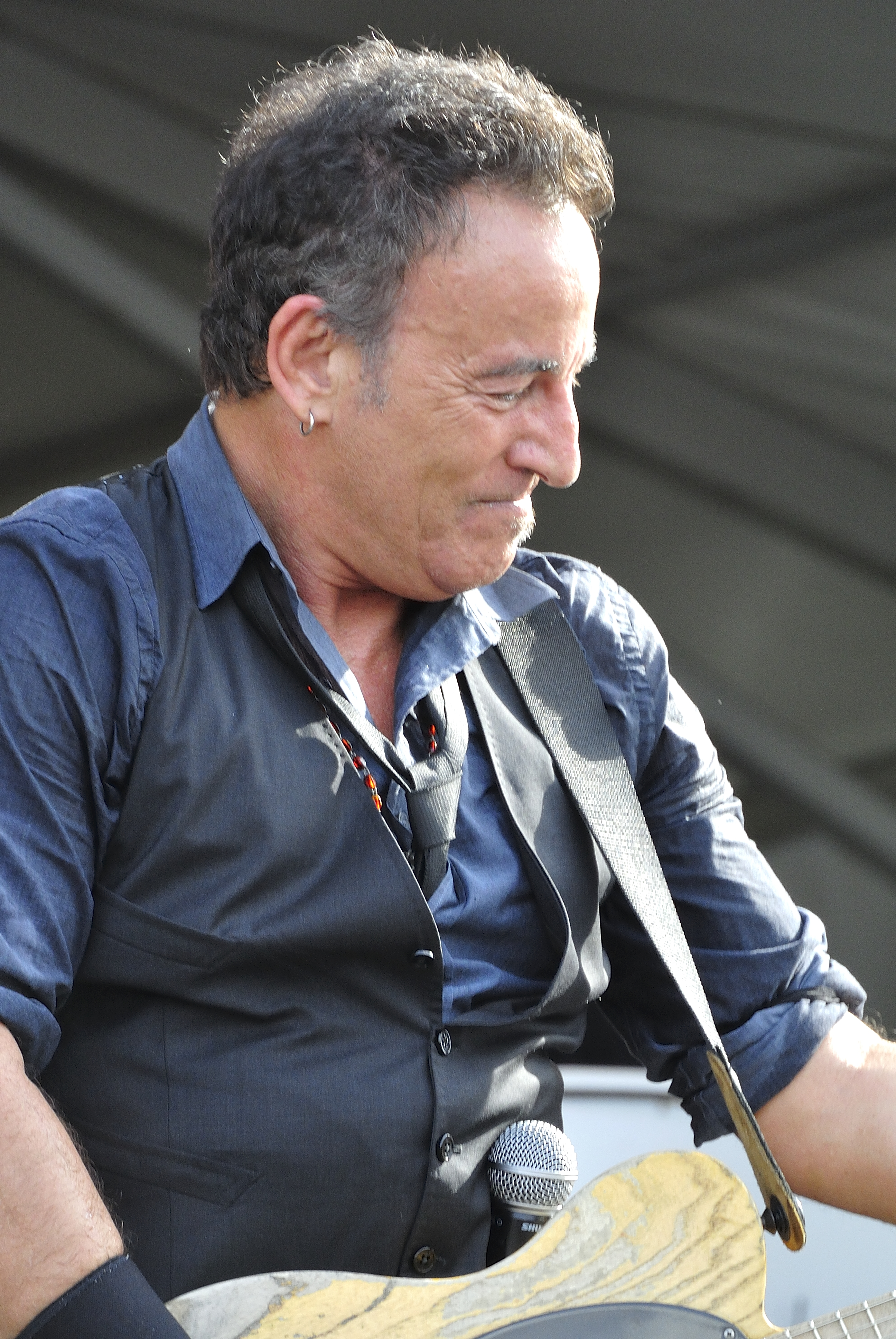
Gaga revelou que o artista norte-americano Bruce Springsteen foi uma enorme influência enquanto compunha "The Edge of Glory".

"The Edge of Glory" foi composta por Gaga, Fernando Garibay e Paul Blair, tendo a produção e arranjos ficado a cargo dos dois primeiros. A canção foi gravada enquanto a cantora estava ainda em digressão sob a supervisão de Dave Russel a 16 de Outubro de 2010 no The Living Room Studios em Oslo, Noruega. A mixagem também ficou a cargo de Russel e decorreu em meados de Janeiro de 2011 no Germano Studios, desta vez na Cidade de Nova Iorque, enquanto a masterização era feita no Sterling Sound também em Nova Iorque, por Chris Geringer. Sobre o processo de composição, Blair relatou: "Nós trabalhamos nela [canção] nos bastidores, alterando algumas coisinhas na melodia e na letra. Eu não me lembro bem em que cidade para ser sincero. Mas lembro-me de ter chorado quando ouvi-a [Gaga] a cantar pela primeira vez. Também lembro-me de termos sido mandados embora do local onde estávamos por termos ficado até muito tarde a ouvirmos a canção."
"Gaga é uma artista séria. Todas as suas loucuras e coisas assim, têm um propósito. Ela não tem limites. É com certeza um dia que jamais irei esquecer. Eu sempre esperei para que Bruce [Springsteen] me chamasse e dissesse 'vem fazer isto', então é muito excitante para mim. Eu jamais previ que isto fosse acontecer."

— Clarence Clemons falando sobre a sua experiência de trabalho com Gaga em entrevista à MTV.
As referências de Gaga para o solo de saxofone foram a E Street Band e o cantor norte-americano Bruce Springsteen. Além disso, a cantora havia revelado durante uma entrevista que Born This Way seria diferente dos seus trabalhos anteriores e teria uma sonoridade mais rock devido à sua "obsessão por Bruce Springsteen", bem como pelo saxofonista do mesmo, Clarence Clemons, que acabou por ser convidado para tocar o instrumento na canção por ela. Em parte, sua grande adoração por Springsteen surgiu pois o seu pai, um homem da classe operária, era um grande fã do artista, sendo que Gaga ouvia bastante aos trabalhos iniciais do artista enquanto crescia. Clemons, que observou a letra da música como uma "história sobre crescer", revelou à revista Rolling Stone em Janeiro de 2011 que estava a montar uma máquina de exercícios na sua casa na Flórida quando a esposa informou-lhe que o pessoal de Gaga estava ao telefone e queria que ele tocasse no seu próximo álbum. Visto que a chamada foi feita numa sexta-feira, o saxofonista respondeu que poderia gravar a faixa na segunda-feira ou na terça-feira seguinte, mas a cantora esperava tê-lo no estúdio de gravação em Nova Iorque naquele mesmo dia. Então, Clemons voou da Flórida até Nova Iorque, chegando ao estúdio em Manhattan pela meia-noite. A intérprete queria que ele tocasse saxofone em várias faixas, que mais tarde revelaram ser "Hair", "The Edge of Glory" e "Highway Unicorn (Road to Love)". Antes de começarem a gravar, Gaga simplesmente disse a Clemons: "Nós iremos colocar a instrumental e você vai simplesmente tocar. Toque a partir do seu coração. Toque o que você sente." A gravação finalizou-se às três da manhã após algumas tomadas. O saxofonista adicionou que ficou surpreso por ter sido "pago por isto": "Eu tê-lo-ia feito de graça. Eu nunca acreditei que algo que me faz sentir tão bem mereça dinheiro."
Garibay, quando entrevistado pela MTV após à morte de Clemons em Junho de 2011 aquando de um acidente vascular cerebral, afirmou que Gaga estava bastante animada por ter-lhe no álbum: "Ela cresceu a ouvir Bruce Springsteen e a E Street Band, e ela vem pra mim a dizer: 'Podemos ter Clarence?' E eu respondo, 'Claro que podemos ter Clarence. Você é a Lady Gaga!' Você consegue notar os anos de influência e pode ver ela a iluminar-se quando ele está a tocar [com ela no estúdio]." Outro artista que foi referenciado por Gaga como uma influência foi a banda Def Leppard e outros artistas de hard rock da década de 1980. Ademais, a artista havia afirmado que poderia esperar-se ouvir algumas faixas com "refrães épicos para serem berrados em grandes arenas", tendo deixando bem claro que o que ela faz é música eletrónica para dançar, o que descreve como "avant-garde techno-rock".

## Estrutura musical e conteúdo
Musicalmente, "The Edge of Glory" é uma canção de ritmo acelerado do género dance-pop e arena rock com influências de electro-pop e synthpop na qual é bastante notável o uso de sintetizadores executados de forma altamente influenciada pelo smooth jazz. Ao contrário da maioria das faixas de Born This Way, esta é menos electrónica e mais pop. Segundo Rodrigo Velino, jornalista da revista Veja, a letra da música é de "fácil absorção" pois fala de solidão e necessidade de abrigo, sentimentos comuns a milhões de jovens. Garibay revelou que a faixa foi gravada no tom vocal natural de Gaga, e foi precisa apenas uma tomada durante a sessão de gravação. A artista solicitou ao produtor para que adicionasse o som de um batimento cardíaco logo no início da faixa. Garibay revelou também que a decisão de adicionar o solo de saxofone foi uma "ideia arrojada" por parte da intérprete, visto que a estação de música contemporânea não tinha nenhuma canção com um solo de saxofone em sua biblioteca de música. A faixa foi descrita ainda por Leonardo dos Anjos, repórter do portal brasileiro Yahoo! Notícias, como uma mistura de balada pop e techno da década de 1990, mimetizando um pouco o estilo do trio belga Lasgo e apresentando alguma influência do glam rock.
A canção abre com a voz da cantora por cima de um teclado. Uma palpitação suave electrónica surge à medida que ela canta "There ain't no reason you and me should be alone tonight, yeah baby, tonight, yeah baby". Segundo Jocelyn Vena, da MTV News, a produção da canção relembra o pop adult contemporary do fim da década de 1980 e início da década seguinte, quando refrões enormes eram a grande norma para canções. Vena também achou que o que fez a obra se destacar das outras que eram tocadas nas estações de rádio foi o solo de saxofone colocado bem no meio da faixa, na medida que a cantora profere: "I'm on the edge with you." De facto, "The Edge of Glory", juntamente com "Hair", são canções distinguíveis do resto de Born This Way pelo facto de um saxofone poder ser ouvido durante toda a canção. Scott Shetler, para o blogue PopCrush, ficou agradado com as batidas de dança da canção, que desenvolvem-se intensivamente enquanto aproxima-se o refrão, no qual acaba assumindo uma vibração rock, algo que Ewan Sawdey, do PopMatters, concordou, tendo encontrado vários elementos de música rock na composição de "The Edge of Glory". Emily Exton, para o PopDust, apontou que o estilo da música é reminiscente a trabalhos primordiais de Pat Benatar. Jason Lipshultz, da Billboard, descreveu a obra como uma música electrónica que soa grande durante o refrão, no qual Gaga canta: "I'm on the edge of glory and I'm hanging on a moment of truth." Robert Copsey, do portal britânico Digital Spy, afirmou que a composição musical é uma mistura de guitarras eléctricas de som alto e sintetizadores influenciados por batidas de discoteca. Neil McCormick, do The Telegraph, descreveu a produção como um encontro entre Bruce Springsteen e o elenco de Glee concluída com um saxofone "tépido" e um monte de declarações de punhos-no-ar. Becky Bain, do Idolator, encontrou algumas referências religiosas na letra da música, particularmente na frase "It isn’t hell if everybody knows my name tonight", que ela achou ser uma maneira subtil de fazer uma alusão ao Cristianismo, pois "não é necessáro fazer menção a crucifixos e Jesus e Maria para que uma canção esteja profundamente enraizada com as crenças religiosas de alguém. É uma enorme pena que tenha sido preciso um álbum inteiro para que Gaga finalmente encontrasse uma maneira discreta de expressar a sua fé." A canção termina com um coda longo acompanhado pelo som do saxofone que entra em sequência de fade out, algo que Shetler afirmou ser uma maneira "poderosa" de encerrar uma canção.
Durante uma entrevista com a revista NME, Gaga afirmou: "Eu sou eternamente infeliz com o que crio. Mesmo que eu pudesse dizer-lhe que 'The Edge of Glory' é uma obra-prima pop, quando tudo estiver dito e acabado, irão haver coisas que eu temo, e cada vez que eu ouvir a música, irei escutá-las." Peter Robinson, que entrevistou a artista, classificou a canção como uma mistura de elementos de dance-pop e electro-rock, que ele acreditou terem sido reforçados por Clemons. De acordo com a partitura publicada pela Sony/ATV Music Publishing no Musicnotes.com, "The Edge of Glory" é definida no compasso de tempo comum com uma dança que se desenvolve no metrónomo de 120 batidas por minuto. Além disso, foi composta na tonalidade de Lá maior e segue a progressão harmónica básica de Lá-Mi\flat-Ré, enquanto a voz de Gaga vai desde Lá3 até à nota aguda de Ré5. A nota Si maior na sua dominante secundária é usada durante a ponte.

## Lançamento

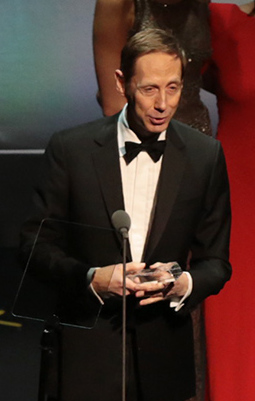
O fotográfo britânico Nick Knight foi o responsável pela realização da sessão fotográfica para a capa do single.

Na manhã de 5 de Maio de 2011, a Interscope Records começou a mandar e-mails para as principais estações de rádio Mainstream Top 40, declarando que "The Edge of Glory" seria divulgada no dia 9 como o primeiro de dois singles promocionais de Born This Way, servindo como a primeira canção da contagem decrescente para o lançamento do álbum, que estava a ser promovida pela iTunes Store. O informado se concretizou quando a música estreou no dia 9 na estação de rádio norte-americana KISS-FM, tendo uma hora mais tarde sido disponibilizada para vendas digitais no iTunes. Após o seu lançamento para outras retalhadoras digitais, a canção registou um número considerável de downloads, o que incitou Gaga a fazer da faixa o terceiro single de Born This Way. O sucesso da música não se limitou apenas às vendas. No Twitter, tornou-se num trending topic, facto reconhecido pela intérprete posteriormente, que agradeceu a boa recepção dos seus fãs. Garibay se mostrou surpreso pela rápida aceitação da canção, dizendo que foi uma atitude ousada e inovadora da artista gravar uma música para as rádios com um solo de saxofone, acrescentando que a faixa "foi totalmente guiada pelas emoções e pelo coração".
A artista confirmou a notícia do lançamento da canção um dia antes do previsto via Twitter, e aproveitou para revelar a sua capa e também mais um trecho das letras da música. Este lançamento ocorreu nos EUA e no Reino Unido. Na Coreia do Sul, o single foi lançado no dia seguinte. "The Edge of Glory" foi enviada às principais estações de rádio italianas a 13 de Maio e às norte-americanas a partir de 17 de Maio. A versão em download digital foi disponibilizada a 16 de Maio no Brasil e um mês depois novamente no Reino Unido. O CD single foi lançado a 8 de Julho na Alemanha, Áustria e Suíça, e dias depois no Reino Unido, Polónia e Taiwan. Um extended play de remixes do single foi lançado a 12 de Julho nos EUA e no dia 15 na Irlanda e Reino Unido.
A capa do single mostra a intérprete em topless com a boca aberta, que está cercada pelas suas mãos, usando as mesmas próteses faciais da capa de "Born This Way" (2011), e o seu cabelo desgrenhado cai descontroladamente em forma de cascata à sua volta. A cantora, que aparece com o lado esquerdo do corpo, não usa qualquer roupa e cobre os seus seios com o braço esquerdo. Toda a imagem está disposta em escala de cinzentos, à excepção dos lábios da intérprete, que estão pintados de vermelho encarnado. Por outro lado, na parte superior direita, pode ser visto um texto que lê "Lady Gaga", e logo abaixo disso pode ver-se também "The Edge of", que estão escritos na fonte Impact em letras brancas maiúsculas e assumem formas muito compactadas e grossas. Abaixo disso, está escrito "Glory", que foi desenhado com um pincel. A fotografia foi tirada na mesma sessão fotográfica que foi feita para a promoção do primeiro single do disco, que tinha sido dirigida pelo fotógrafo Nick Knight.

## Recepção crítica
| Críticas profissionais | Críticas profissionais |
| Avaliações da crítica  | Avaliações da crítica  |
| Fonte                  | Avaliação              |
| ---------------------- | ---------------------- |
| About.com              | [ 57 ]                 |
| Artistdirect           | (positiva)             |
| Billboard              | (neutra)               |
| Digital Spy            | [ 29 ] [ 59 ]          |
| MTV                    | (positiva)             |
| NME                    | (positiva)             |
| Rolling Stone          | (positiva)             |
| Slant Magazine         | (mista)                |
| Spin                   | (positiva)             |
| Terra                  | (positiva)             |

Em geral, "The Edge of Glory" foi recebida com opiniões bastante positivas. A crítica especialista em música contemporânea viu-a como menos chocante e provocante que os lançamentos anteriores da artista e destacou-a como o melhor trabalho de Born This Way, principalmente pela inclusão do saxofone na sua produção, seu gancho e refrão. Matthew Perpetua, editor da Rolling Stone, descreveu o tema como um "hino pop instantâneo, com ganchos berrantes e letras românticas de afirmação de vida," e enalteceu o seu potencial para ser um êxito de verão, escrevendo: "... parece maluca — é uma balada enorme com batidas pesadas que apresenta Clarence Clemons — mas de alguma forma tudo parece totalmente natural quando você realmente ouve-a pela primeira vez." Ele acrescentou que embora haja um elemento brega na obra, ele é extremamente cativante e inesquecível. Sobre o saxofone, Perpetua declarou que a inclusão de Clemons foi "um toque de inspiração que amplifica a vibração de rock de estádio da música dos anos 1980, mas o seu desempenho real é surpreendente e está entre os melhores da sua carreira."

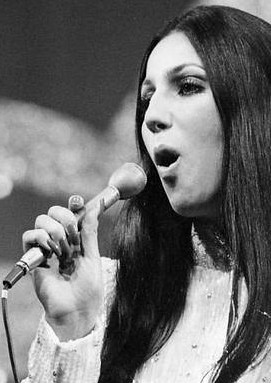
Vários críticos fizeram comparações entre "The Edge of Glory" e alguns trabalhos da cantora Cher, inclusive "Song for the Lonely" (2002).

Para Jocelyn Vena, da MTV, esta faixa mostra um lado mais brando de Gaga, ao contrário dos outros singles de Born This Way. Willa Paskin, para a New York Magazine, ficou impressionado com "The Edge of Glory": "Se as duas primeiras faixas do vindouro Born This Way foram uma completa altercação dance-rock, esta é tão suave quanto uma obra dos anos 80 que vem directamente da banda sonora de Flashdance, e tem o saxofone na ponte para prová-lo." Paskin concordou que a canção tem potencial para ser um êxito de verão, mas podia ser alvo de concorrência com "Last Friday Night (T.G.I.F.)" (2011), de Katy Perry. Escrevendo para o jornal Daily Record, Rick Fulton comparou "The Edge of Glory" a "It's My Life" (1992), do músico Dr. Alban, e chamou-a de uma música pop poderosa com influências de "Alejandro" (2010). Jason Lipshutz, para o periódico musical Billboard, argumentou que o single "glorifica correr riscos, [mas] é mais centralizada em romance do que em inspiração individual, ao contrário de 'Born This Way'." Lewis Corner, jornalista do portal britânico Digital Spy, atribuiu ao tema cinco estrelas a partir de uma escala de cinco, e escreveu: "'I'm on the edge of glory/ And I'm hanging on a moment with you', canta GaGa por cima de um refrão mais saboroso e mais recheado que uma sandes de almondêgas — recheada com batidas do tamanho de um estádio e sintetizadores techno massivos. Ao contrário do trailer do álbum, Gaga criou um hino cordial de discoteca carregado de emoção crua suficiente para ultrapassar em peso as suas tendências musicais europeias..." Robert Copsey, também para o Digital Spy, comentou que a canção é um "hino instantâneo com boas vibrações de colocar-os-punhos-no-ar que é menos piroso que 'Born This Way' mas igualmente (se não mais) eufórico." Todavia, ele encontrou alguma semelhança entre a sequência de abertura desta canção e a de "Song for the Lonely" (2002), de Cher, sentimento compartilhado por Peter Buchanan, do Examiner.com, que declarou que "The Edge of Glory" é praticamente um remake de "Song for the Lonely" e escreveu que o estilo do single assemelha-se a vários trabalhos de Kelly Clarkson. Ele concluiu a sua análise atribuindo a avaliação "C", escrevendo que este não é um material satisfatório para o que a artista descrevera como o "álbum da década".
Kevin O'Donnell, para a revista Spin, notou que na canção, a artista "retorna aos ensinamentos básicos". Além disso, chamou a canção de um "hino four-on-the-floor com um monte de referências à música pop da década de 1980". "... Felizmente, 'Edge of Glory' prova que Gaga não deixou a sua celebridade mundial levar a melhor da sua arte, e ela ainda é capaz de caminhar em direcção a obras preparadas para dançar como 'Just Dance' ou 'Poker Face'." Amy Sciarretto, do Artistdirect, foi bastante positiva para com o single, afirmando que "o ouvinte será levado pela canção à beira da pista-de-dança", e elogiou o desempenho vocal da cantora, dizendo que ela "[preencheu] a sala com a sua voz, o seu espírito e a sua dançabilidade." Do mesmo modo, Priya Elan, da revista NME, escreveu que o single parece um "momento grande de pop" no qual Gaga não se esforça demasiado para abordar questões sociais ou conflitos religiosos. Sentimos similares foram expressados pelo seu colega Dan Martin, que achou que a música é deslumbrante, descrevendo-a como a "serenata pop mais absorta" que Gaga alguma vez nos presentou.

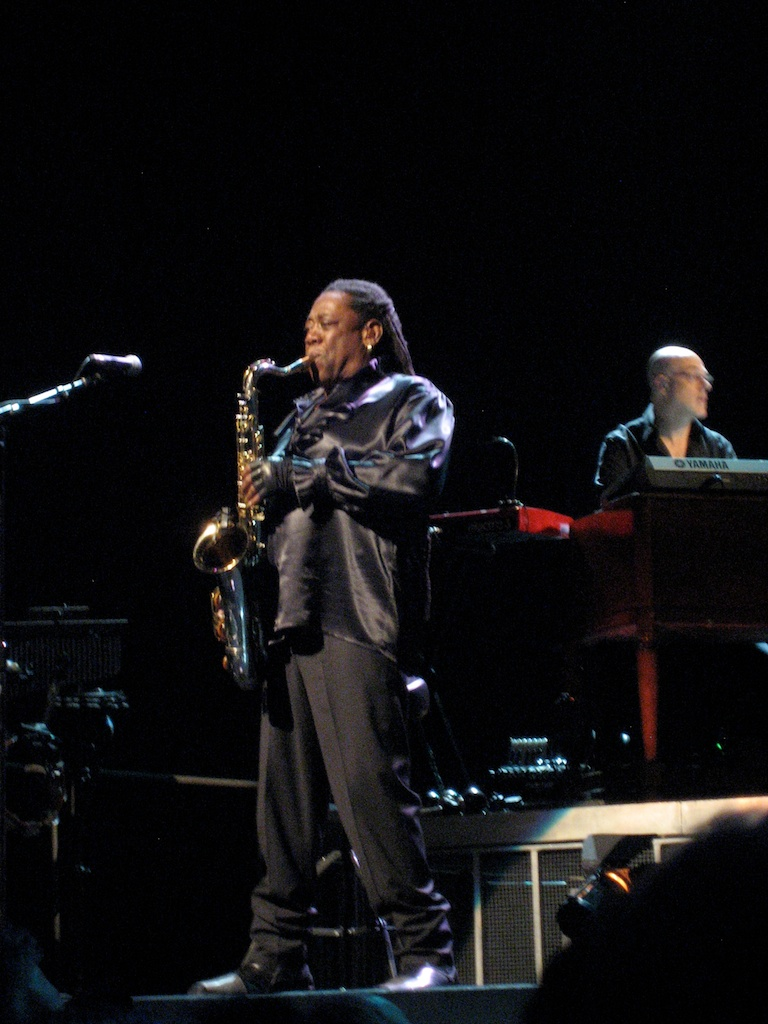
A participação do saxofonista Clarence Clemons foi igualmente criticada por ser uma escolha antiquada e elogiada pela inovação.

Bill Lamb, para o portal About.com, deu à canção a avaliação de quatro estrelas e meia de um máximo de cinco, vendo "The Edge Of Glory" como uma enorme recuperação do passo em falso que foi "Judas" e caracterizando a música como uma "balada poderosa ampla, um hino do dance-rock" que contém "elementos de dança borbulhantes e fumegantes que certamente irão agradar os seus fãs e convencer os cépticos de que há talento atemporal aqui. 'The Edge of Glory' irá definitivamente silenciar as comparações com Madonna, pois isto é Gaga no seu próprio território homenageando as estrelas do pop-rock." Um resenhista da Common Sense Media atribuiu três estrelas a partir de uma escala de cinco, declarando que o single é uma canção bombástica que "glorifica relacionamentos problemáticos sem fazer referência ao sexo e muito menos a profanidades." Andrew Unterberger, para o blogue PopDust, achou que "The Edge of Glory" não só é uma das melhores canções pop do ano, mas é provavelmente a melhor coisa que Gaga fez desde "Just Dance" e "Poker Face". Além disso, ela disse que foi uma perfeita maneira da artista se redimir após o lançamento de "Judas", "o que apenas poderia ser feito através de uma mistura parcial de disco clássico e pop-metal clássico". Ela fez também comparações com "If I Could Turn Back Time" (1989) de Cher, "Edge of a Broken Heart" (1987) da banda Vixen, "Total Eclipse of the Heart" (1983) de Bonnie Tyler e alguns trabalhos de Slippery When Wet (1986) de Bon Jovi. Por sua vez, Joey Guerra, para o San Antonio Express-News, acrescentou uma comparação a "Waterfalls" da banda TLC.
Por outro lado, Megan Gibson, para a revista Time, ficou desapontada com o single, declarando que não foi "particularmente bom" por não estar ao nível dos lançamentos anteriores de Gaga e chamou-o de "vulgar, desinteressante e leve". Matthew Cole, para a Slant Magazine, ficou dividido a respeito da música, declarando que o solo de saxofone foi "deveras um ponto alto, e uma das ideias mais originais que Gaga teve recentemente", e afirmando, no entanto, que baixou as suas expectivas para o álbum. Sal Cinquemani, jornalista do mesmo periódico, achou que "The Edge of Glory" "não é tão retro quanto retrógrada, começando com alguns tons astuciosos de sintetizadores de Art of Noise antes de embarcar no que parece ser uma música-título de uma sitcom do início da década de 1990, ou um canto inspirativo de desportos, como cantado por Bonnie Tyler." Greg Kot, para o jornal Chicago Tribune, também fez uma análise mista ao tema, chamando-a de um "estilo bombástico de Springsteen-sob-esteróides" e adicionando que apresenta "Clarence Clemons quase fazendo uma paródia de um solo de saxofone de Clarence Clemons." Will Hodgkinson, do The Times fez uma análise negativa da canção, chamando-lhe "uma balada de rock realmente horrível que até mesmo Cher iria admitir ser de mau gosto". Na sua resenha para o portal Terra, Arturo Puescas declarou que esta é outra canção destacável de Born This Way, "mas que por vezes vezes chega a ser desgastante devido à sua longa duração, o que mostra que Gaga tem boas ideias, mas, por vezes, acabam sendo meio enjoativas. De qualquer forma, os refrães são convincentes e põem o retoque final perfeito em um álbum notável, que consegue nunca ser redentor." Shahryar Rizvi, para o jornal The Dallas Observer, mostrou enorme desagrado para com a música, declarando que "na sua generalidade, soa como se o resto da E Street Band tivesse abandonado Gaga e Clemons no estúdio, fazendo com que o produtor reproduzisse uma batida de house music por cima das suas ideias descabidas." Escrevendo para o The Washington Post, Chris Richards afirmou que "The Edge of Glory" é "uma obra pop branda, enfadonha e inoportuna na qual Clarence Clemons cai de paraquedas para relizar um solo de saxofone. (O solo é bom, mas aparenta ser um estratagema medíocre para aumentar o interesse do satanás...)"
"Os encarregados [de educação] devem saber que embora 'The Edge of Glory' não inclua profanidades ou referências gráficas ao sexo, uso de substâncias (além daquela única frase sobre tomar um shot), ou violência, faz relacionamentos românticos repentinos parecerem fixes — uma mensagem problemática que muitas vezes surge subitamente nas canções de Lady Gaga. Os encarregados talvez queiram evidenciar que o comportamento que é glamour-izado aqui não é saudável na vida real."

— Análise publicada na página online da Common Sense Media.

### Reconhecimento
Em 2011, Gaga prestou um tributo a Clemons, que falecera em Junho vítima de um derrame cerebral, no evento beneficente Little Kids Rock, no qual recebeu o prémio "Big Women of the Year" pela sua contribuição à música através de "The Edge of Glory". No ano seguinte, o single recebeu uma nomeação para "Canção Favorita do Ano" nos prémios People's Choice, perdendo para "E.T." (2011) de Katy Perry com participação de Kanye West. Na cerimónia de entrega de prémios da American Society of Composers, Authors and Publishers (ASCAP), "The Edge of Glory" e "Born This Way" receberam o prémio de "Músicas Mais Interpretadas do Ano", enquanto na cerimónia de entrega de prémios da Broadcast Music, Inc. (BMI), o single foi prestigiado.

## Repercussão
"O que eu digo a todos os jovens na Malásia que querem aquelas palavras tocadas nas estações de rádio, é o seu trabalho e o seu dever como jovens que escutam. Devem fazer tudo o que podem para libertarem a sua sociedade: devem agir, não devem parar, devem protestar, pacificamente. Eu não acredito em violência. Não acredito em negatividade. Não há nenhuma razão para se ser desprezado. Basta manter a luta por aquilo em que você acredita. Não vão acreditar em quantas vezes recebo chamadas telefónicas das estações de televisão [a pedirem-me] para editar uma certa secção de um vídeo e lhes digo: 'Bom, não vou. Se não querem tocar a canção, não o têm que fazer. É isso aí."

— Resposta de Gaga à censura de "The Edge of Glory".
Vários grupos étnicos e religiosos condenaram Born This Way após o seu lançamento, em particular pela incorporação de ícones religiosos do Cristianismo e a acomodação da sexualidade e do feminismo, inclusive na Malásia, onde a homossexualidade é considerada uma ofensa criminal, facto que fez com que "Born This Way" e "Judas" fossem banidas. "The Edge of Glory", por conter "violência forte e abundância linguagem imprópria", também passou pelo mesmo tratamento. Ademais, "The Edge of Glory" foi banida pelo Ministro da Cultura da República Popular da China a 19 de Agosto de 2011 por "apresentar conteúdo banal e ser de mau gosto" e ainda por "encorajar a independência juvenil". Todas as páginas de transmissão e venda de música do país receberam ordem para remover as canções do seu repertório até 15 de Setembro de 2011, e as páginas que não o fizessem seriam levadas a tribunal pelas autoridades chinesas. Outras canções de Born This Way também passaram por este tratamento pelo Ministro da Cultura Chinês, que condenou Gaga por "criar confusão na ordem normal do mercado musical online e danificar a segurança cultura nacional".

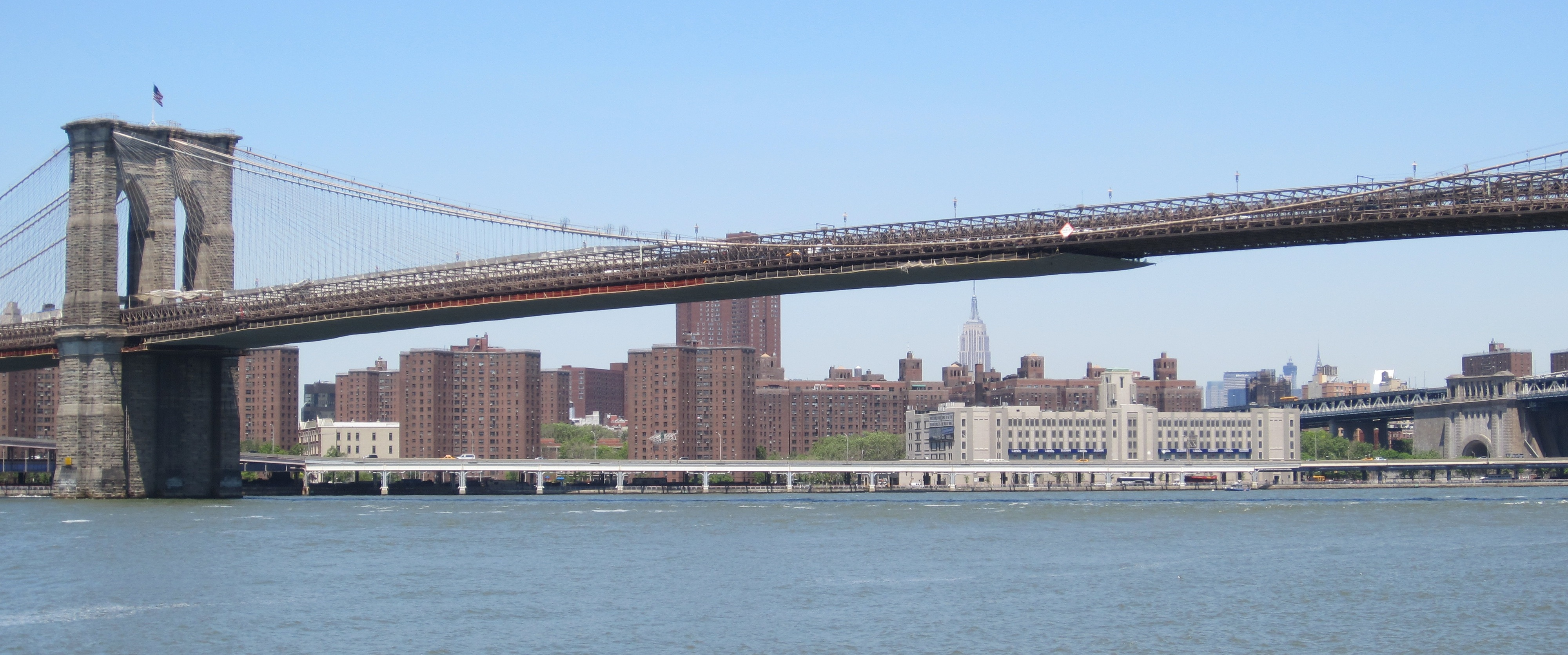
A Ponte de Brooklyn foi inclusa em um comercial para o Google Chrome no qual "The Edge of Glory" pode ser ouvida.

Um comercial de noventa segundos para o Google Chrome, no qual a primeira estrofe e o primeiro refrão de "The Edge of Glory" são reproduzidos, foi filmado a 8 de Maio de 2011 sob a direcção de Laurieann Gibson em lugares notáveis da Cidade de Nova Iorque, incluindo a Ponte de Brooklyn. Poucas horas depois do lançamento da canção como um single no dia seguinte, fãs começaram a publicar vídeos nos quais dançavam e/ou cantavam a música em lugares públicos com instrumentos musicais diversos no YouTube. Consequentemente, Gaga publicou uma mensagem no Twitter a pedir-lhes para que publicassem mais vídeos, de modo que ela pudesse usá-los no comercial para o navegador, ao que os fãs responderam publicando outras centenas de vídeos. À medida que os eles iam postando os seus vídeos, os editores do comercial iam incluindo-os no mesmo, que ficou finalmente completo a 18 de Maio, estreando após a apresentação da cantora no episódio final da trigésima sexta temporada do Saturday Night Live, bem como ao vivo na internet. Bryce Westervelt, jornalista do Examiner.com, achou que Gaga foi uma escolha óptima para ser a estrela do comercial, tendo em conta que ela é uma das artistas mais procuradas no Google e mais falada nas redes sociais.
No episódio "Nationals", da terceira temporada de Glee, "The Edge of Glory" foi interpretada pelas The Troubletones, um grupo musical feminino constituído pelas personagens Santana Lopez (Naya Rivera), Mercedes Jones (Amber Riley), Quinn Fabray (Dianna Agron) e Tina Cohen-Chang (Jenna Ushkowitz). O desempenho foi lançado como single e incluso em Glee: The Music, The Graduation Album (2011) sob o nome "Edge of Glory". No episódio da segunda temporada do The Glee Project, os participantes tiveram que gravar uma versão da música e filmar um teledisco para a mesma. Em Dezembro de 2013, a primeira estrofe e o primeiro refrão de "The Edge of Glory" foram incorporados no trailer promocional para o filme No Limite do Amanhã (2014) por Alex Zalben, réporter da MTV News. No vídeo, a palavra "edge" é substituída por "tomorrow" na voz de Tom Cruise. O single foi reproduzido no episódio "Mochalatta Chills", de Broad City, em Janeiro de 2015, no qual a personagem Abbi (Abbi Jacobson) apercebe-se que está sozinha no seu apartamento e então despe-se e canta e dança ao som da música. A jornalista Ariana Bacle, para a Enterainment Weekly, achou que foi uma cena merecedora de um prémio Emmy. Morgan Higgins, uma concorrente do reality show Rising Star, interpretou a canção em Julho de 2014, porém foi eliminada após a performance.

### Outras versões

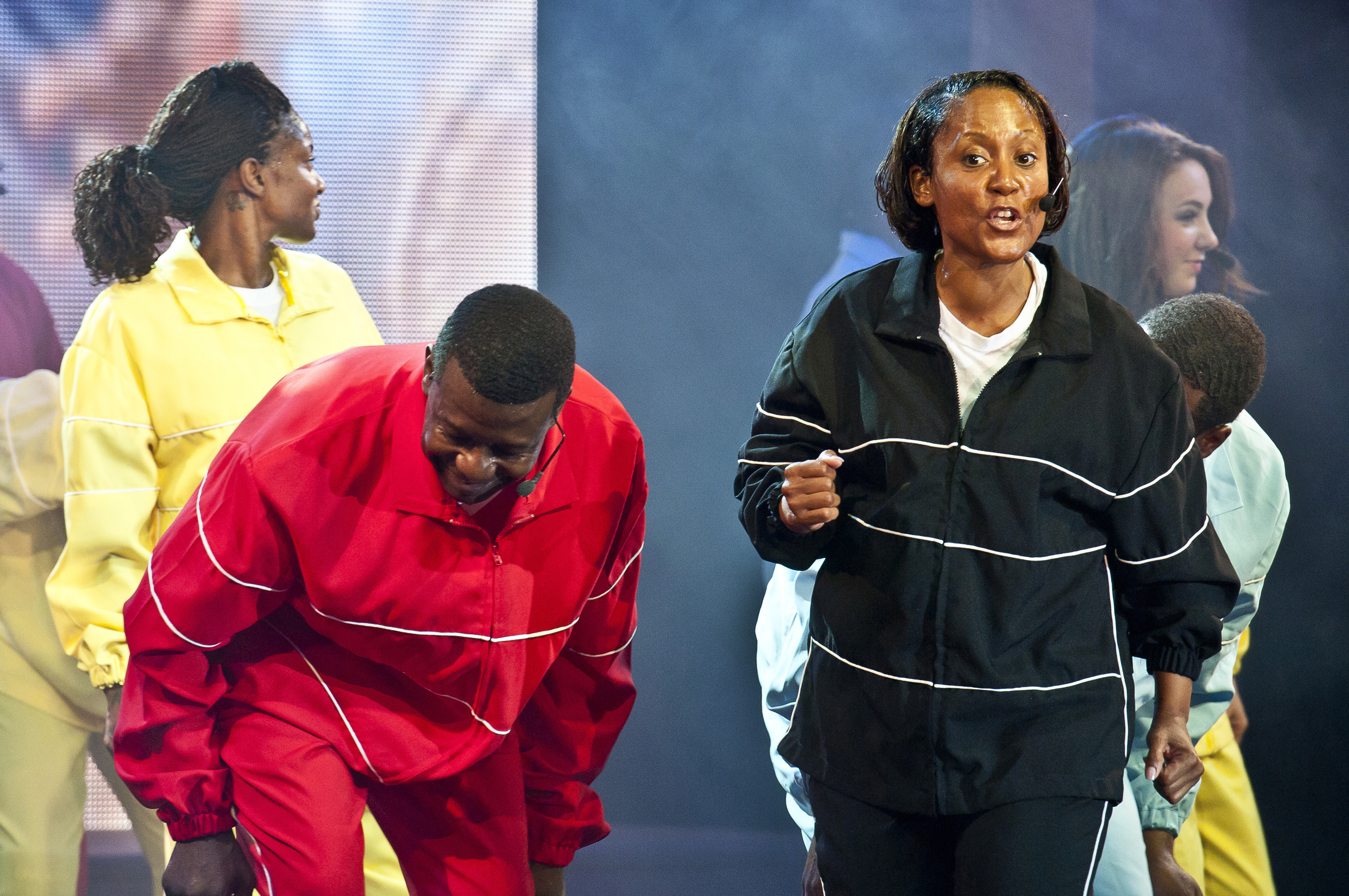
A cidadã Tiffani Lindstrom (esquerda) a interpretar "The Edge of Glory" a 10 de Agosto de 2012 na cerimónia anual U.S. Army Soldier Show.

O cantor Nick Jonas interpretou uma versão acústica da canção em Julho de 2011 durante um concerto em Glendale, Los Angeles, para a abertura de uma nova loja da Microsoft. Antes da sua apresentação, ele anunciou: "Vocês se importam que eu toque algumas canções das rádios de música pop agora que gosto? Isso estaria bom? O único problema é que eu não conheço todas as palavras. Então se vocês conhecem-nas, cantem comigo." Após assistir à apresentação online, Gaga publicou a versão cover de Jonas no Twitter: "Épico! Nick Jonas a cantar 'The Edge of Glory'. A caminho da minha conferência de imprensa em Taichung escutando ela. Muito devaneadora! X." A banda britânica Friendly Fires fez uma versão cover da música durante o programa Live Lounge da BBC Radio 1. Kevin O'Donnell, jornalista da revista Spin, vangloriou a versão da banda, escrevendo: "O original de Gaga exibe a traqueia forte e barulhenta da estrela pop, e Ed MacFarlane, o vocalista do Friendly Fires, não tenta igualar essa energia. Ao invés disso, eles presenteam uma tomada encantadora e cinemática da música: MacFarlane cantarola com a sensitividade de coração-nas-mãos de um rapaz-emo ao longo de melodias de sintetizadores cascateantes e um pulso jovial funk. Óptimo!"

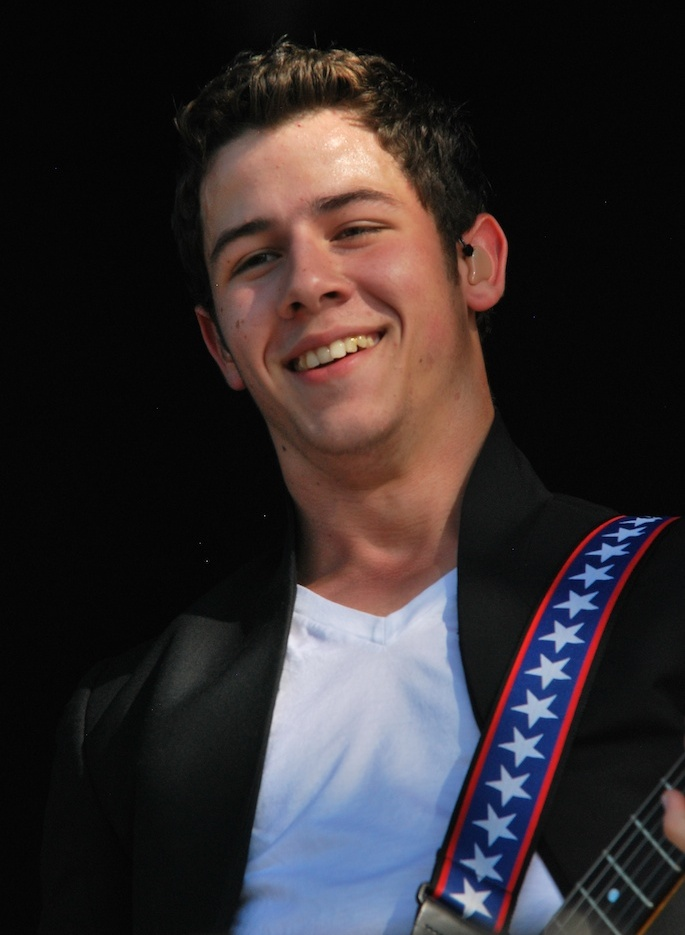
Nick Jonas interpretou uma versão acústica elogiada por Gaga de "The Edge of Glory" na inauguração de uma loja da Microsoft.

Na noite de 23 de Outubro do mesmo ano, Kitty Brucknell, uma concorrente britânica do The X Factor, cantou uma versão ao vivo de "The Edge of Glory", o que fez com que não fosse eliminada pelo jurado. A música foi inclusa em uma mistura cantada pelos finalistas do The X Factor no episódio final da temporada. Onze dias depois, a canção foi interpretada novamente pelos doze finalistas da primeira temporada da versão norte-americana do mesmo programa no episódio final. A 29 de Fevereiro de 2012, após cantar "The Edge of Glory", Erika Van Pelt conseguiu avançar para o grupo dos finalistas da décima primeira temporada do American Idol. Na noite de 2 de Outubro, a actriz australiana Rebel Wilson levantou-se do seu sofá e ficou de pé no mesmo para cantar um trecho de "The Edge of Glory" ao vivo no The Tonight Show with Jay Leno. Gaga, que admitiu ser uma enorme fã de Wilson, revelou no Twitter que assistiu ao desempenho e achou-o "maravilhoso". A 5 de Dezembro, o single foi cantado de novo no The X Factor nos EUA por CeCe Frey. A sua versão foi elogiada por L.A. Reid, que sempre a criticava e disse naquela noite que havia se tornado no seu fã. Simon Cowell também fez elogios, mas não achou que fora uma apresentação merecedora do prémio final.
Em Dezembro do ano seguinte, foi anunciado que Sam Bailey iria cantar "The Edge of Glory" ao vivo no episódio final da décima temporada do The X Factor no Reino Unido. Após cantar a música, Bailey foi anunciada como a vencedora da temporada. A concorrente Mariana, da versão portuguesa do The X Factor, cantou uma versão ao vivo da música no programa, enquanto a 19 de Março de 2014, Caleb Johnson cantou "The Edge of Glory" ao vivo durante um dos episódios da décima terceira temporada do American Idol. "Quando penso em você, eu lembro-me de um artista de rock and roll. E o facto de você ter escolhido e cantado uma música pop de Gaga foi admirável. Você colocou a sua própria magia na música. Eu já vi você fazer melhores interpretações, mas dou-lhe um 'A' pela sua originalidade nisto", disse o jurado Harry Connick, Jr., que vinha sempre criticando as escolhas musicais do jovem concorrente. A sua versão foi mais tarde lançada como single e disponibilizada para vendas na iTunes Store. Em Novembro seguinte, a jovem búlgara Alison Brunton interpretou uma versão ao vivo da música no The X Factor, com o apoio de dançarinos. Uma versão de embalar foi inclusa em um álbum da série Rockabye Baby!, lançado a 21 de Setembro de 2018. Em 2021, a banda britânica Years & Years gravou uma versão de "The Edge of Glory" para o relançamento de Born This Way alusivo ao seu décimo aniversário. Nos Estados Unidos, esta gravação alcançou as quarenta melhores posicões da tabela musical de canções dance e electrónicas.

### Legado
"É uma jogada arrojada da parte dela [Gaga] lançar isto da maneira que está, a versão completa está intacta [na rádio]. Quando foi a última vez que você ouviu um solo musical de saxofone no meio de uma canção na rádio? Foi inovativo como uma canção e foi totalmente guiado pelas emoções e pelo coração. Foi isso que nós fizemos aqui. Ela quis meter saxofone nisto... As suas referências foram a E Street Band e Bruce Springsteen... E foi assim que capturámos esse sentimento. É como aquele momento de aceitação e de desapego. [...] Ela disse [Gaga]: 'Mano, não há nenhum limite, vá fundo.' O seu lado afável [Gaga] é tão intenso e emocional quanto o seu lado de mãos-bem-no-ar intenso que você vê no palco."

— Fernando Garibay dando algumas considerações sobre a música aquando da morte de Clemons em Julho de 2011 em entrevista à MTV News.
Em Maio de 2011, a Rolling Stone posicionou "The Edge of Glory" como o terceiro melhor trabalho do catálogo de Gaga, perdendo apenas para "Bad Romance" no primeiro lugar e "Paparazzi" no segundo. "É uma canção ou um furacão? O hino sublime de dance-rock de Gaga, composto sobre os seus avôs, é empoderado por [instrumentos de] cordas bombásticos e letras ainda mais bombásticas. E quando você pensa que não pode melhorar, Clarence Clemons aparece no holofote...", escreveu a jornalista Jody Rosen. Na lista dos dez melhores trabalhos da artista, publicada em 2011 pelo portal About.com, "The Edge of Glory" foi posicionada no quarto posto. No fim desse ano, a Slant Magazine listou o tema como o oitavo melhor do ano, com o repórter Ed Gonzalez comentando que a música é "um estudo em contraste radical que, uma vez que você peneira os efeitos antiquados e o legado do falecido Clarence Clemons, é no fundo uma balada delicada incrível. Sim, todo mundo espera que Gaga faça a suas confissões na pista-de-dança, mas quem diria que ela consegue fazer os seus gritos sussurarem?" A revista Billboard também posicionou a obra no mesmo posto da mesma lista, enquanto a Rolling Stone colocou a canção no número sete dessa lista. Em Setembro de 2013, o solo de saxofone foi listado como o segundo melhor na publicação dos "15 Melhores Solos da História do Rock", divulgada pelo canal de televisão VH1. Em Janeiro de 2015, a Billboard colocou o single em décimo terceiro lugar na sua lista das "20 Melhores Músicas da Década de 2010 (até agora)", com um repórter escrevendo: "O título aqui é um equívoco. Não há nada 'on the edge' sobre esta faixa: como todas as músicas essenciais de Lady Gaga, é totalmente empenhada, com a letra que caberia no clímax de um filme de guerra, uma batida impiedosa, e sintetizadores que soam como aríetes. Esta canção também é notável pelo solo de saxofone — notoriamente fornecido por Clarence Clemons da E Street Band..."
No Brasil, devido à implementação de um saxofone na sua instrumentação, "The Edge of Glory", juntamente com "Last Friday Night (T.G.I.F.)" (2011) de Katy Perry, tornou-se responsável por um breve "renascimento" do instrumento. "Sinto as pessoas com sede de ouvir saxofone de novo. O instrumento passou um tempo na gaveta e voltou a ser uma opção para quem está fazendo coisas novas", atestou George Israel, o ponta-de-lança do rock com saxofone no país. Milton Guedes, um saxofonista, reportou emocionado: "É uma coisa cíclica. Nos anos 90, todos os pagodes tinham. Hoje, entra um pouco de sax[ofone] nas misturas eletrônicas. Ele pode dar uma liga com a parte orgânica. O sax é uma voz, é melodia o tempo inteiro.".

## Vídeo musical

### Produção e lançamento
Na cerimónia dos BMI Pop Music Awards, a coreógrafa Laurieann Gibson informou ao Rap-Up que as filmagens para o vídeo musical para "The Edge of Glory" iriam decorrer "em breve". Embora não tenha dito muito a respeito do conceito do mesmo, ela acrescentou: "Eu apenas sei que iremos sentir-nos bastante duvidosos". A 22 de Maio de 2011, Gaga publicou uma mensagem no Twitter dedicada a um fã na qual revelava que as filmagens iriam ter início dentro de uma semana, facto que foi confirmado pela cantora durante uma entrevista à MTV do Reino Unido, na qual declarou ainda que já havia concebido o conceito do mesmo e revelou que era o seu favorito. Contudo, afirmou que a sua equipa de produção ainda não estava pronta para começar as gravações. Cinco dias depois, a página E! Online reportou que um convite de casting havia sido emitido para o vídeo, tendo a equipa procurado por "homens da pesada" de origem porto-riquenha ou dominicana que estivessem dispostos a beijar a artista. Outros papéis incluíam um repórter ao vivo masculino ou feminino, um doutor reminiscente ao do Dr. 90210 que teria que usar uma bata e luvas pretas, e um grupo de homens militares para cenas que envolvem espingardas M16, que teriam que segurar por um longo tempo.
"Eu queria criar o meu próprio cenário para o vídeo. Eu quis criar algo que fosse um verdadeiro indicativo de como eu me sinto a respeito da minha vida neste momento, que é após ter saído [do armário] há dois ou três anos. Eu costumava sonhar quando tinha doze ou treze anos de idade que algum dia eu poderia vestir Gianni Versace. Eu olhava para os pósteres nas paredes de todas as lendas [musicais] que eu vangloriava e que eu poderia algum dia causar um impacto no Universo da mesma maneira que eles causaram. E eu tive uma escada de incêndio e eu ia dançar. Eu iria tocar David Bowie, The Beatles e The Rolling Stones, Madonna, etc. Então eu tive este todo vídeo elaborado para 'The Edge of Glory', mas assim que saí da escada de incêndio e dancei naquela roupa, apercebi-me que estava na hora de eu arranjar um momento para manifestar apreço a mim mesma, como uma pessoa de 25 anos de idade que tem estado a trabalhar tão duro do fundo do meu coração. Qual é a sensação de estar na beira da sua glória?"

— Gaga abordando a sua inspiração para a temática do teledisco durante uma campanha promocional para Born This Way em Singapura.
Foi confirmado que o director norte-americano Joseph Kahn, que já havia trabalhado com Gaga em "LoveGame" (2009) e "Eh, Eh (Nothing Else I Can Say)" (2009), havia sido contratado para assumir a responsabilidade da direcção de arte para as filmagens de três dias do teledisco de "The Edge of Glory". No entanto, a Interscope Records emitiu um comunicado de imprensa dias depois que informava que Kahn e Gaga haviam se distanciado devido a divergências criativas. Gibson confirmou através do Twitter que houve "alguns problemas no estúdio", que fizeram com que Kahn fosse afastado da produção e substituído do seu papel como director do vídeo. A Haus of Gaga, a equipa criativa da cantora, fora mais tarde anunciada pela administração de Gaga como a escolhida para dirigir o teledisco, sob a direcção criativa da própria artista. "Uma tela, um pincel. Respeitem a arte. Regra muito simples comigo", declarou Kahn no Twitter aquando do anúncio do seu afastamento. Chancler Haynes, o editor de arte da equipa de Kahn, enviou ao Le Grand Journal três imagens dos cenários construídos para o vídeo e confirmou que a apresentação ao vivo da música com temática de sereias feita pela intérprete dia antes no Paul O'Grady Live era na verdade o real tema do vídeo, e incluía cenários que haviam sido construídos para uma cena de hospital, a Ponte de Brooklyn, e uma cena para uma sereia enorme subaquática. Todavia, no último minuto antes de começarem as gravações, Gaga havia mudado a sua opinião a respeito de todo conceito e apresentou as suas novas ideias a Kahn, o que provocou a desavença pois eles não conseguiam atingir um consenso quando ela começou a implementar as suas mudanças, o que consequentemente fez com que o conceito desenvolvido pelo director caísse por terra e a sua parceira fosse cancelada — de acordo com o anunciado por Gibson na sua página do Twitter. Não obstante, a ideia da sereia subaquática foi usada mais tarde no vídeo para o single "Yoü and I".

### Gravação e lançamento
As filmagens para o teledisco de "The Edge of Glory" foram realizadas com o auxílio de uma câmara fotográfica EOS-1Ds Mark III da Canon durante os dias 28 e 29 de Maio de 2011 num cenário semelhante ao arenito Brownstone das imediações da Cidade de Nova Iorque, localizada na parte de trás do Metropolitan Sets, e numa escada de incêndio de um apartamento situado atrás de um posto de gasolina na Courthouse Square dentro de um lote do Universal Studios em Hollywood na cidade de Los Angeles, Califórnia. Apenas as cenas que haviam sido gravadas no segundo dia de filmagens sob a direcção de Kahn, que apresentam Gaga sentada nos degraus da entrada de um edifício com Clemons, foram usadas no vídeo, que estreou na noite de 16 de Junho durante a transmissão de um episódio do So You Think You Can Dance, tendo sido publicado no portal Vevo da cantora no dia seguinte. Clemons sofreu um derrame cerebral na tarde de 12 de Junho de 2011, tendo falecido devido a complicações causadas pelo derrame seis dias depois em um hospital na Flórida. Passado um ano após a sua morte, Gaga revelou durante um dos concertos da The Born This Way Ball Tour na Austrália que no dia em que Clemons faleceu foi o dia em que ele viu pela primeira vez o vídeo finalizado da música. Ela disse ainda que não passa um dia em que não pensa nele e que sente muito a sua falta.

### Conceito e enredo

Nesta cena do vídeo, Gaga é vista deitada no passeio da Cidade de Nova Iorque enquanto arqueia a sua coluna. Este aspecto foi apontado por críticos como uma referência a uma cena desempenhada por Jennifer Beals no filme Flashdance (1983).

O vestuário de Gaga consiste inteiramente em uma única peça de cabedal desenhada pelo estilista italiano Gianni Versace em 1997, que tem um estilo de bondage/sadomasoquismo, com jolharia pesada de ouro e botões. A cantora usa um verniz vibrante nas suas unhas e um batom forte, ambos vermelhos. Por cerca de trinta minutos, a intérprete usa também um par de óculos-de-sol do mesmo desenhador. Donatella Versace, irmã de Gianni que afirma ser uma enorme fã de Gaga, declarou em uma entrevista que sentiu-se bastante lisonjeada por a cantora ter decidido usar uma obra do seu falecido irmão: "Sinto-me bastante honrada por Lady Gaga ter escolhido usar um visual Vintage do Versace no seu vídeo para 'Edge of Glory'. ...Eu acredito que o meu irmão Gianni teria apreciado o seu talento. Tal como ele, Lady Gaga não tem medo de ir além dos limites e ela criou um vocabulário original através da mistura de moda, música, teatro e arte. Para mim, este vídeo representa um tributo maravilhoso para quem não tem receio de seguir oportunidades."
Um elemento notável no vídeo é a total ausência de dançarinos, coreografia elaborada e um enredo simbólico: componentes que haviam estado presentes predominantemente nos vídeos anteriores da artista. Além da própria Gaga, Clemons é a única outra pessoa que faz uma aparição no vídeo, que inicia com a cantora aparecendo lentamente de detrás de um edifício em um canto de uma rua abandonada. O cenário inteiro é banhado por luzes vermelhas e violetas vindouras das janelas dos edifícios e ruelas à medida que uma fumaça levanta vindo dos drenos de escoamento. Quando o primeiro verso começa, Gaga emerge da janela de um apartamento em direcção à escada de incêndio. Uma longa tomada se segue, na qual a artista caminha lenta e compassadamente ao longo do distrito iluminado de vermelho enquanto canta "I got a reason that you're who should take me home tonight", e um punhado de cabelo preto cai nos seus olhos. Gaga não afasta o cabelo, e a imagem começa a mostrar apenas o seu lado de trás, dando sinal ao telespectador para acompanhá-la. Em sua essência, o vídeo consiste em sequências intercaladas de Gaga a dançar e cantar na rua, na escada de incêndio e nos degraus da entrada do edíficio do apartamento, onde Clemons é visto sentado. Quase no fim, após Clemons tocar o seu saxofone, a artista inclina-se em frente dos degraus do prédio e beija o passeio. O vídeo encerra com um close-up da cara de Gaga, antes de ela voltar a entrar no apartamento fumegante através da janela.
Durante a sua entrevista para o Inside the Outside, um programa da MTV dedicado a Gaga, ela afirmou que estava com saudades da Cidade de Nova Iorque, e após o lançamento dos seus dois projectos anteriores, ela sentiu-se tão vazia que o único jeito de voltar a encontrar Nova Iorque seria "me fodendo toda e lamber as ruas", o que é expressado nas últimas cenas do vídeo, na qual ela realmente beija o passeio.

### Análises da crítica
| Críticas profissionais | Críticas profissionais |
| Avaliações da crítica  | Avaliações da crítica  |
| Fonte                  | Avaliação              |
| ---------------------- | ---------------------- |
| The Atlantic           | (mista)                |
| The Daily Mail         | (negativa)             |
| Entertainment Weekly   | (positiva)             |
| Idolator               | (mista)                |
| Metro                  | (negativa)             |
| MTV                    | (positiva)             |
| New York Magazine      | (positiva)             |
| New York Post          | (negativa)             |
| Rolling Stone          | (negativa)             |
| Slant Magazine         | (positiva)             |

Ambos Jocelyn Vena da MTV, e Christian Blauvelt da Entertainment Weekly comentaram sobre a similaridade do vídeo com o musical Rent. Vena fez ainda uma comparação entre o seu aspecto visual com os de "Papa Don't Preach" (1986) de Madonna, e "Billie Jean" (1984) de Michael Jackson. Ela concluiu escrevendo que apesar de tudo, o vídeo musical "consegue brilhar, muito por causa da sua simplicidade". Em uma outra resenha para a MTV, James Montgomery também encontrou semelhanças com Rent, Newsies, Fame e West Side Story, além de trabalhos de Bonnie Tyler, Cindy Lauper e George Michael. Inicialmente, Blauvelt, que fez comparações com o teledisco para "LoveGame" (2009) e trabalhos artísticos lançados nos anos 1980, ficou surpreso ao ver a investida simplista que Gaga tomou no vídeo, uma vez que os seus vídeos anteriores vinham sendo provocantes de uma maneira ou de outra. Ele acrescentou que o vídeo parecia ser uma homenagem óbvia às principais inspirações de Gaga, inclusive Madonna, concluindo que "todas as referências em 'The Edge of Glory' são tão evidentes. Não há maneira de isto ser apenas plágio descarado. Tem de ser uma homenagem cintilante aos artistas, canções, e vídeos que significaram muito enquanto Gaga crescia..." Embora tenha elogiado o visual simplista do vídeo, Ann Lee, escrevendo para o jornal britânico Metro, achou que a sua essência é idêntica aos trabalhos primordiais de Madonna.

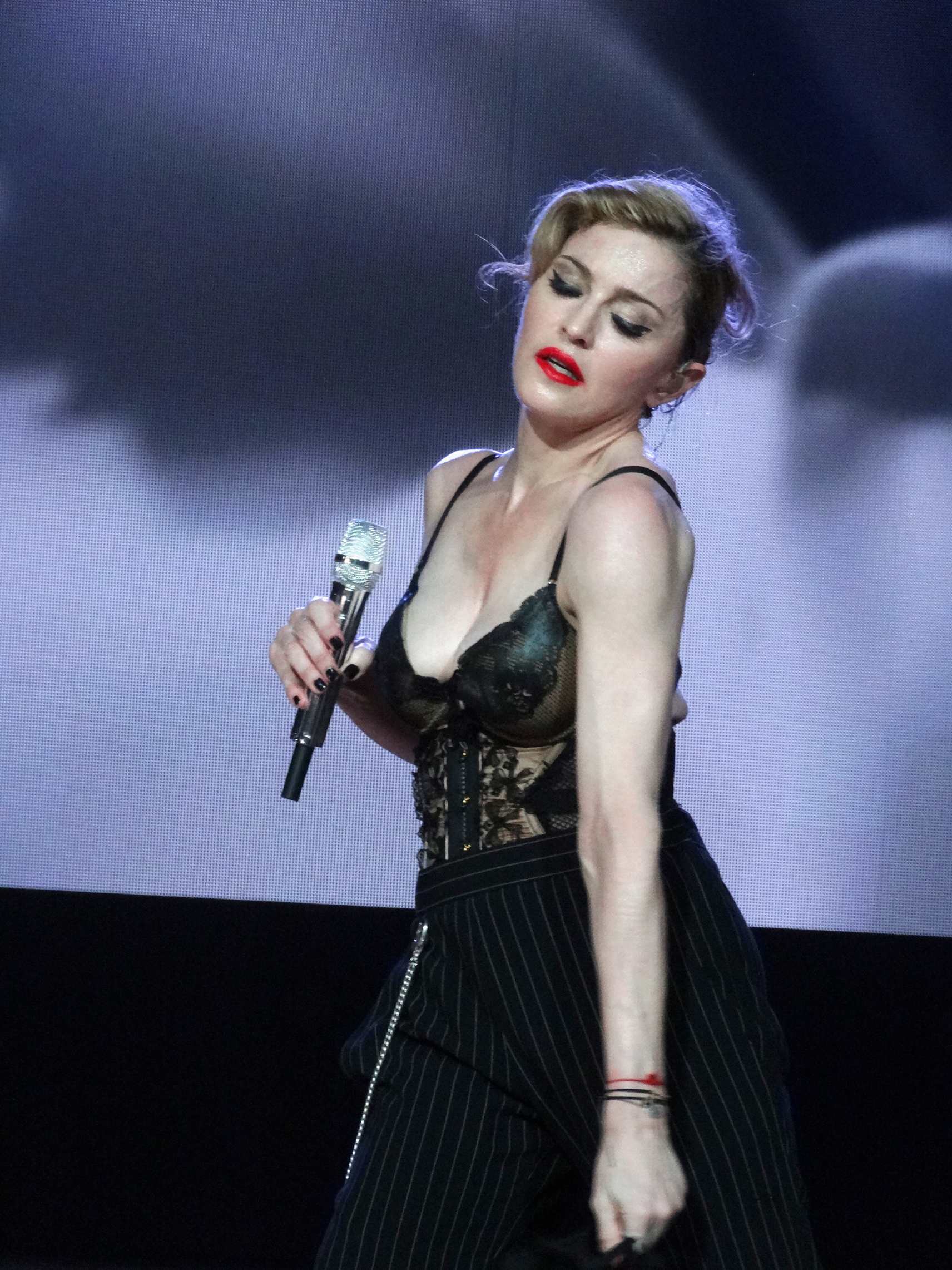
O vídeo musical de "The Edge of Glory" recebeu comparações a obras musicais artísticas lançadas ao longo da década de 1980, inclusive a trabalhos de Madonna, como "Papa Don't Preach" (1986).

O periódico The Daily Mail foi mais crítico para com o vídeo, opinando que Gaga copiou novamente o estilo de Madonna, desta vez fazendo alusão à imagem adoptada no filme Who's That Girl (1987). O jornal também fez comparações entre a cena do vídeo na qual Gaga deita-se no passeio enquanto arqueia a sua coluna a uma bastante semelhante desempenhada por Jennifer Beals em Flashdance (1983). Jarett Wieselman, para o New York Post, achou que o desacordo mútuo entre Gaga e Kahn fez com que o vídeo acabasse por ser um "pedaço de lixo": "... foi um absurdo da nossa parte esperarmos que Gaga jamais pudesse cambalear porque, apesar da imagem preternatural  [sic] constantemente apresentada, ela é apenas humana no fim de contas." Sal Cinquemani, para a Slant Magazine, fez ao vídeo uma análise positiva, chamando-o de um "triunfo visual", com direcção de arte "de tirar o fôlego", e uma "paleta de cores cinzenta-azul-preta cuidadosamente calibrada pelo batom vibrante e o verniz de Gaga, uma listra vermelha no parapeito do ombro, e o ouro das suas joias e os botões do seu cabedal, não esquecendo de mencionar o bronze de Clarence Clemons." Ele encontrou semelhamças com os vídeos de "The Way You Make Me Feel" (1987) de Michael Jackson, e "When I Think of You" (1986) e "The Pleasure Principle" (1987) de Janet Jackson, e o filme Crimes of Passion (1984) — todos eles filmes e vídeos lançados ao longo da década de 1980. Contudo, criticou a sincronização labial "não-tão-convincente" da artista.
O jornal International Business Times achou que a participação de Clemons foi a melhor parte do vídeo e afirmou que o início do mesmo assemelha-se a um trabalho de Madonna fundido com o vídeo de "Thriller" (1983), de Michael Jackson. Além disso, várias outras comparações a filmes dos anos 80 foram feitas, incluindo as sequências de dança de Sarah Jessica Parker em Girls Just Wanna Have Fun (1985) e de Matthew Broderick em Ferris Bueller's Day Off (1986), e ainda questionou-se se a cena em que Gaga está parada na janela do apartamento seria uma referência a Romeu e Julieta. Outrossim, ele acabou concluindo que "este é definitivamente o vídeo mais normal de Gaga, o motivo pelo qual é tão despontante. Não há alternância nos cenários nem trajes elaborados. Talvez a melhor parte do vídeo seja o medalhão de ouro na sua 'camiseta'." Escrevendo para a Rolling Stone, Daniel Kreps fez uma análise mista, argumentando que este é um vídeo "desbotado" e "discreto" para uma canção óptima. Ele elogiou o visual reminiscente aos anos 1980, mas criticou que "não há grande coisa além disso neste vídeo", que na sua opinião passou mais tempo a prolongar sequências de Gaga a dançar na escada de incêndio e pavoneando ao longo da rua. A participação limitada de Clemons no vídeo também foi criticada, especialmente pois, segundo ele, Gaga e os seus fãs amam Clemons. Robbie Daw, para o blogue Idolator, ficou surpreso com a simplicidade do vídeo, algo que acabou criticando, e a ausência de imagens religiosas e sexualidade exagerada como sempre havia vendo nos trabalhos anteriores da artista, mas elogiou a temática dos anos 1980 e o facto de Clemons ter estado presente.
Peter Robinson, para o blogue Popjustice, achou que o vídeo foi uma "completa merda", enquanto Leah Collins, para a revista Dose, usou uma abordagem neutra, questionando-se se Gaga estava simplesmente "a homenagear através da nostalgia todos os outros ícones da cultura pop que já apresentaram o mesmo pano de fundo de escadas de incêndio e degraus de pedra-castanha da Cidade de Nova Iorque" ou apenas a tentar "poupar uma quantidade gigante no orçamento". Collins comentou sobre a ausência dos cenários para a cena do hospital, a Ponte de Brooklyn, e uma cena de uma sereia subaquática enorme, achando que definitivamente teriam tornado o vídeo muito melhor. Ao fazer uma resenha do vídeo para o jornal The Vancouver Sun, Collins comparou o visual de Gaga a uma prostituta do filme de ficção científica Blade Runner (1982). Amos Barshad, da New York Magazine, apreciou a investida ininterrupta que Gaga adoptou para o vídeo, e embora o tenha chamado de "aborrecido" em comparação aos seus trabalhos anteriores, achou que funcionou bem mais por causa da simplicidade. Inicialmente, Spencer Kornhaber, para o The Atlantic, questionou-se sobre o motivo pelo qual o vídeo é tão "entediante", mas por fim acabou por chegar à conclusão que "'Edge of Glory' é indiscutivelmente a canção mais bombástica e toca-corações no seu novo álbum Born This Way. Para o seu vídeo, pela primeira vez, Gaga talvez tenha optado por deixar a música aterrar nos seus próprios pés."
Na cerimónia de 2011 dos 4 Music Video Honours Awards, o vídeo de "The Edge of Glory" foi nomeado na categoria "Melhor Vídeo do Ano", tendo perdido para "What Makes You Beautiful" (2011) da banda britânica One Direction.

### Controvérsia
Meses antes do encerramento da produção de Born This Way e das filmagens dos vídeos musicais dos singles do álbum, vários fãs de Gaga começaram a questionar o comportamento e afirmações públicas por parte de Gibson a respeito da cantora. Inclusive, durante as filmagens para o teledisco de "Judas", Gibson abertamente opinou que o conceito sexualizado e religioso do mesmo fê-la sentir-se "desconfortável".
Apenas alguns minutos após o lançamento do vídeo de "The Edge of Glory", alguns fãs de Gaga mostraram algum descontentamento. Gibson, que vinha fazendo comentários negativos a respeito da cantora há já algum tempo, aproveitou a ocasião para publicar no Twitter os seus sentimentos a respeito do vídeo, acabando por desencadear assim uma pequena rixa com os fãs de Gaga, que continuaram fazendo ataques quando ela citou um comentário negativo sobre o teledisco publicado por um dos fãs — que achou que o comercial para o Google Chrome foi muito melhor. Gibson respondeu a isto com injúrias, ofensas e adjectivos pejorativos, uma atitude criticada por Jarett Wieselman, repórter do jornal New York Post, que acrescentou ainda que "foi ridículo por parte da equipa de Gaga parar de confiar no director que havia contratado [Joseph Khan], foi ridículo por parte de Gaga pensar que este vídeo subjugado poderia agradar os fãs que foram condicionados a esperar algo muito maior..." Em Novembro de 2011, Gaga despediu Gibson.
Em Setembro de 2017, Gaga ressaltou no documentário Gaga: Five Foot Two que brigou com Joseph Khan pois "não concordava com ele no que diz respeito às nossas filosofias de vida". Contudo, Khan publicou no Twitter que tais comentários eram falsos, declarando que não houve rixa alguma entre os dois, "apenas afastei-me de parvoíces".

## Divulgação

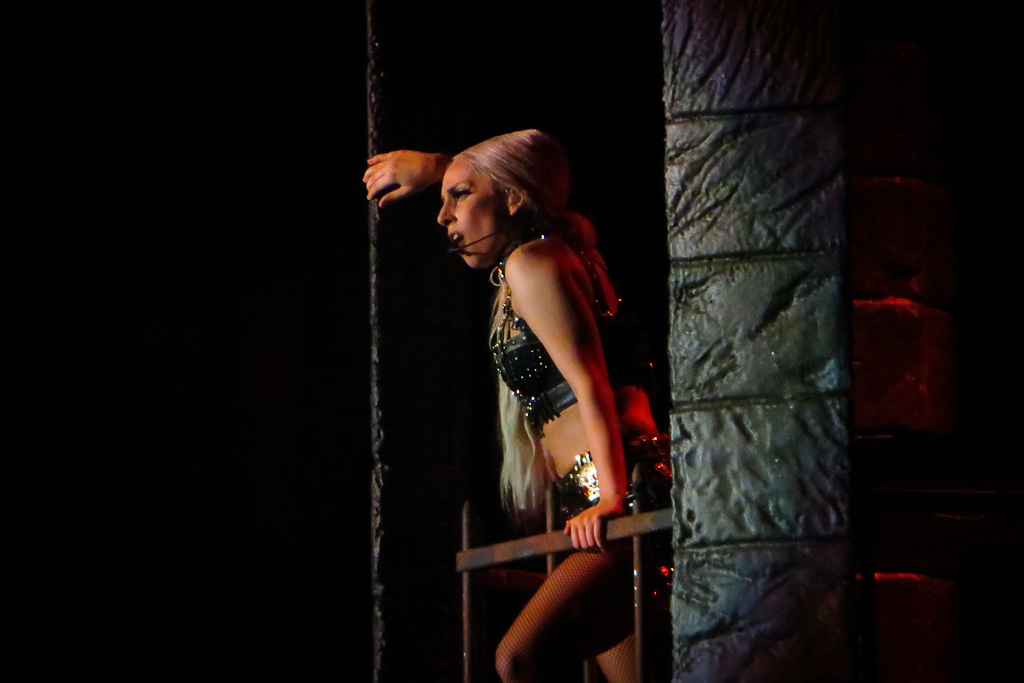
Gaga a interpretar "The Edge of Glory" em Maio de 2012 na paragem da The Born This Way Ball em Hong Kong. Em uma das apresentações na Austrália, ela fez uma dedicação a Clarence Clemons, que havia falecido um ano antes.

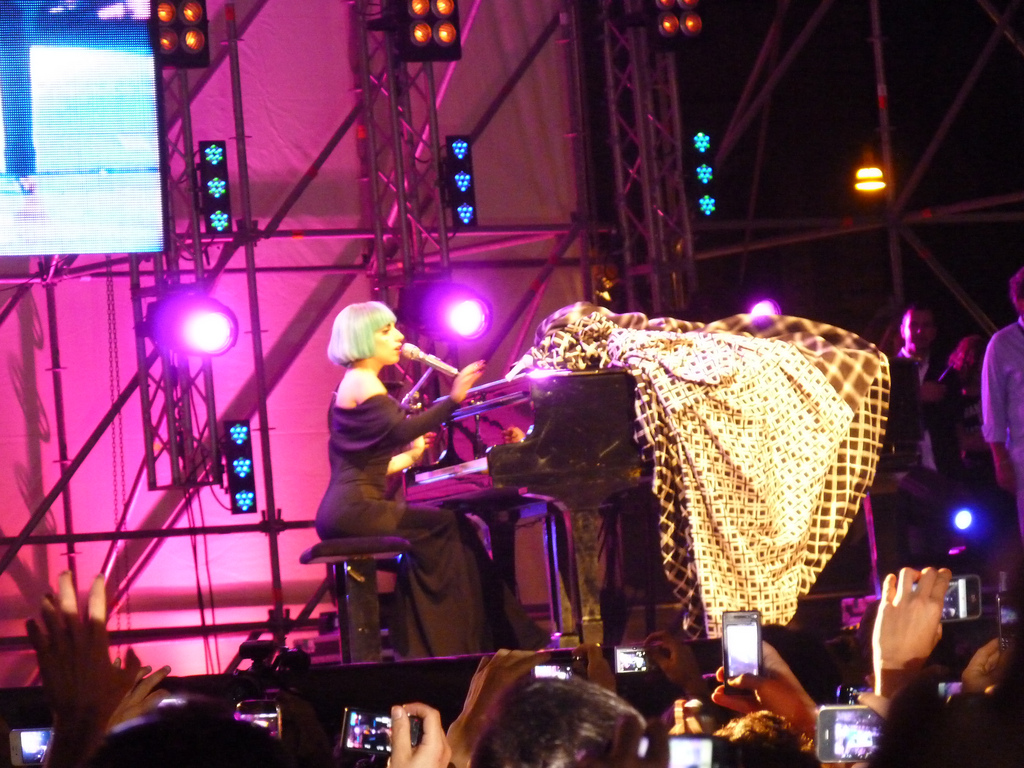
Gaga a cantar uma versão acústica de "The Edge of Glory" no festival LGBT Europride em Roma, 2011.

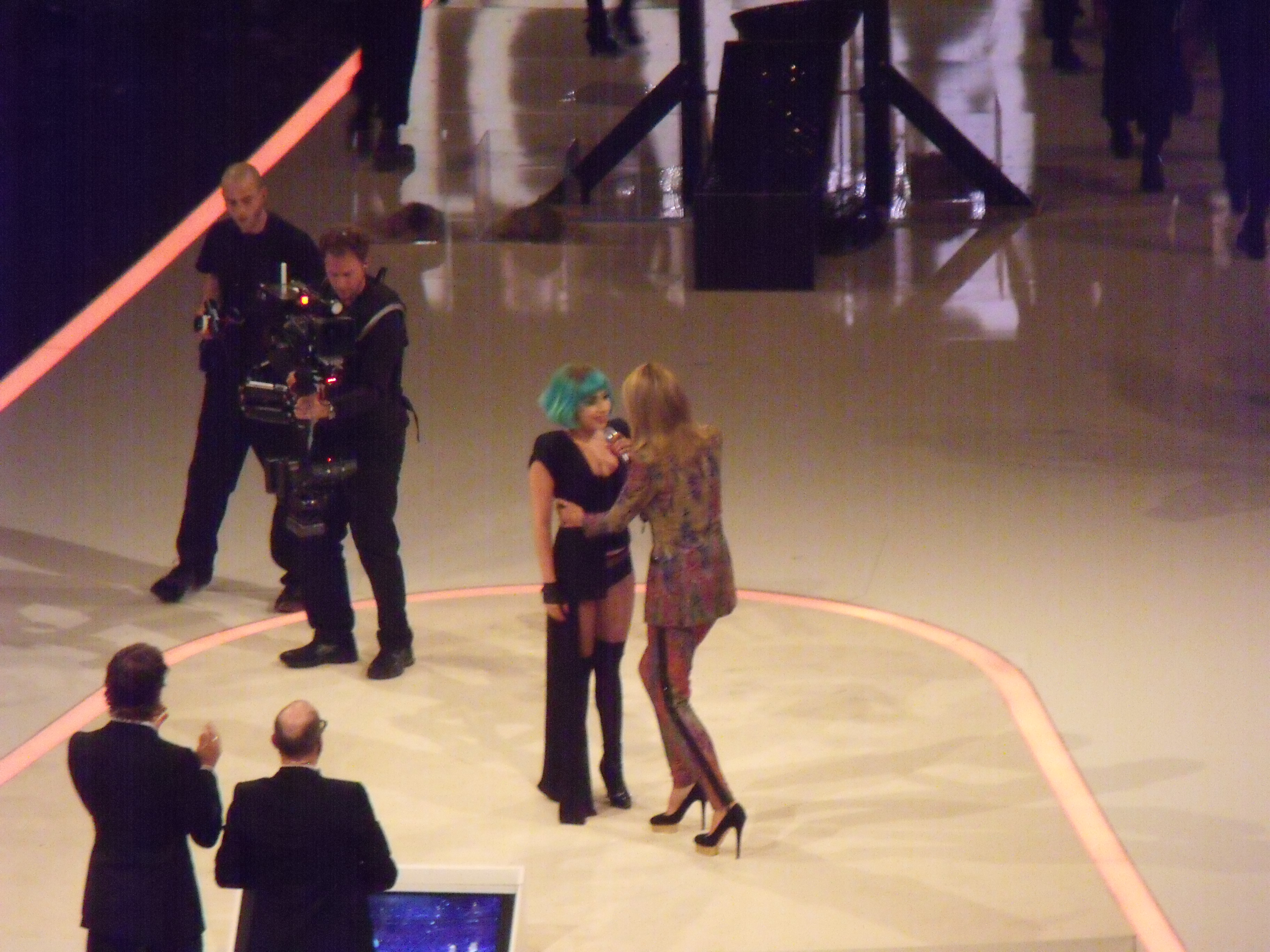
Gaga após a interpretação de "The Edge of Glory" no programa Germany's Next Topmodel.

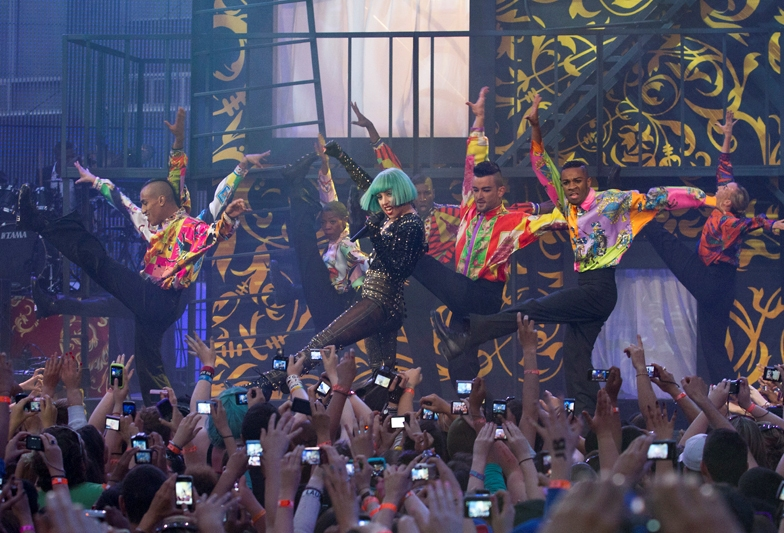
Gaga abriu a cerimónia de 2011 dos prémios MuchMusic de vídeo com uma interpretação da canção.

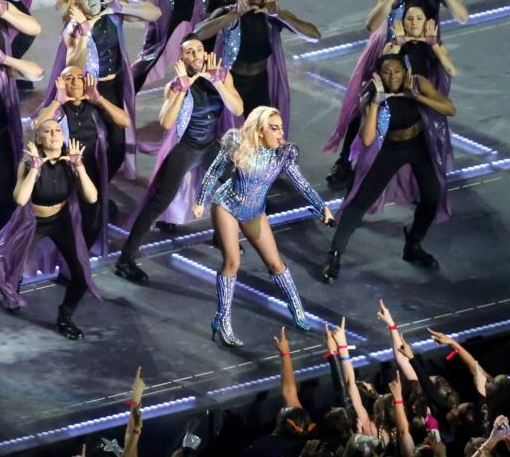
Um trecho de "The Edge of Glory" pôde ser ouvido no concerto de Gaga no Super Bowl em Fevereiro de 2017.

Gaga interpretou uma versão jazz acústica de "The Edge of Glory" no festival Big Weekend da BBC Radio 1, decorrido a 15 de Maio de 2011 em Carlisle. Durante a interpretação, ela revelou que tinha sido dita pela editora discográfica para mostrar o mínimo possível do seu novo material, mas quis cantar a música completa. "Bem, recebi ordens para não fazer isto, mas estou pouco me fodendo. Nós divulgamos esta nova música apenas como uma surpresa para dar-vos a provar um pouco do sabor do álbum antes dele ser lançado [...] porque eu quero que todo mundo ouça que o álbum é muito profundo." Uma outra versão em piano foi cantada a 21 de Maio no último episódio da trigésima sexta temporada do Saturday Night Live. Para a ocasião, a artista usou um vestido preto metálico, botas altas que chegam até ao joelho e um tocado metálico semi-circular.
A versão completa da música foi interpretada pela primeira vez no episódio final da décima temporada do American Idol, na noite de 25 de Maio seguinte, na qual foi acompanhada por Clemons em pessoa. Nesta apresentação, a cantora apareceu empoleirada no topo de uma montanha no palco do programa, usando uma longa capa e uma peça embelezada com coisas brilhantes na cabeça panejada com correntes penduradas. Um trio de dançarinos estava na base do cenário executando a coreografia enquanto Gaga cantava acima deles. Ela tirou a capa e a peça da cabeça após a primeira estrofe da canção, revelando um biquíni, com uma peruca loura esvoaçante e uma cruz enorme na sua cabeça. O palco foi banhado por uma luz azul profunda, e em seguida ela começou a tocar piano. Mark Kanemura, participante do programa de televisão So You Think You Can Dance, aparece descamisado no canto do palco para fazer-lhe companhia, enquanto Clemons começa a tocar o saxofone. Gaga e Kanemura, que estavam no topo do cenário enquanto o saxofonista tocava o seu instrumento, ficam de pé para cantar o refrão final da canção. À medida que Gaga cantava "I'm on the edge of glory/And I'm hanging on a moment with you", eles deram-se mãos enquanto iam avançando para o canto do palco. Ao chegarem lá, abraçaram-se, respiraram fundo e deram um salto, aterrando fora do alcance da câmara, por trás de um acumulado de rochas. Após isto, fumaça disparou bem alto e o fechar de cortinas encerrou a apresentação. Len Melisurgo, do jornal The Star-Ledger, achou que a apresentação foi "demasiado sexualmente sugestiva" para o público do American Idol e questionou-se se Gaga "não fora longe demais para um programa orientado a famílias que é acompanhado por um público mais jovem". Escrevendo para o MTV News, Adam Graham listou o desempenho como uma das apersentações mais memoráveis de Gaga, enquanto Monica Herrera, da revista Billboard, listou a apresentação como a quarta melhor da noite, e achou que a cantora "canalizou Bruce Springsteen" na sua personalidade. A 27 de Maio de 2011, Gaga cantou "The Edge of Glory" no Good Morning America, como parte da sua "Série de Concertos de Verão". Ela usou um conjunto preto, uma máscara de disfarce preta e um véu de renda preta. No meio da música, ela tirou o véu, mostrando o seu casaco de couro e espigões prateados estampados no ombro.
A intérprete cantou a música no episódio final da sexta temporada do Germany's Next Topmodel, vestida com meias arrastão, calcinha preta, peruca azul-petróleo com um penteado bob e uma capa assimétrica que esvoaçava atrás dela. O desempenho incluiu um segmento no qual Gaga foi retratada como sendo decapitada por uma guilhotina. A intérprete então seguiu em frente com uma cabeça prostética segurada no alto, antes de rosnar "eu mataria por moda" para o painel do jurado, inclusive a modelo alemã Heidi Klum. O programa inteiro foi transmitido em todo o mundo através da internet. Uma versão acústica foi mais tarde interpretada no festival EuroPride em Roma, junto com "Born This Way". Em Paris, no The X Factor, Gaga cantou a música juntamente com "Judas", usando um vestido, extensões de cabelos longos e uma peruca azul comprida, enquanto tocava uma keytar. Uma apresentação de "The Edge of Glory" com a temática de sereia foi televisionada no programa francês Le Grand Journal. Para a sua apresentação no Paul O'Grady Show Live, Gaga re-criou o cenário das escadas de incêndio da Cidade de Nova Iorque. Ryan Love, do blogue britânico Digital Spy, teve uma pré-visualização do cenário antes da gravação do programa, e elogiou a coreografia da artista e seus dançarinos durante o interlúdio de saxofone. Gaga abriu a cerimónia de 2011 dos prémios MuchMusic de vídeo com uma interpretação da música, ostentando um catsuit embelezado com joias e novamente uma peruca bob azul-petróleo. Enquanto em digressão no Japão, "The Edge of Glory" foi apresentada junto com "Born This Way" na cerimónia dos MTV Video Music Aid Japan. A intérprete abriu o concerto presa numa teia de aranha, com um sutiã de paetês brilhantes e uma saia longa que dividia cada coxa. Depois de terminar a realização de "The Edge of Glory", fugiu do palco e subiu alguns degraus para sentar no piano, que foi enfeitado até assemelhar-se a uma aranha, antes de cantar uma versão acústica de "Born This Way". Na manhã de 18 de Julho, uma versão acústica da canção foi interpretada pela artista no The Howard Stern Show, que Christian Blauvelt, da Entertainment Weekly, achou ser "uma das melhores apresentações que já tivemos no programa". A 16 de Outubro de 2011, ela cantou a música durante um concerto no Hollywood Bowl em Los Angeles para a Fundação Clinton.
"The Edge of Glory", bem como "Marry the Night", foi inclusa no repertório da The Born This Way Ball como um bis, tendo sido posicionada como a vigésima terceira canção do alinhamento e cantada em todos os concertos, à excepção do na Cidade do México. Nas apresentações, Gaga interpretava uma versão acústica da música no piano em cima de uma torre de vigia. Após a primeira estrofe, ela seguia dançando romanticamente com um dos seus dançarinos masculinos e descia para alcançar o palco, e começava a cantar a versão do álbum. Na maioria dos concertos, ela usava trajes pretos de cabedal desenhados por Gianni Versace e Donatella Versace. Na semana que marcou um ano de aniverário da morte de Clemons, a artista dedicou-lhe as suas apresentações de "The Edge of Glory" durante a paragem da digressão na Austrália. Na paragem da digressão em Barcelona, a artista vomitou no palco durante a interpretação de "The Edge of Glory". Apesar do incidente, a apresentação foi terminada com sucessos e sem pausas. Em meados de 2013, o single foi interpretado por Gaga em uma festa privada na Casa Branca após a cerimónia de tomada de posse do presidente Barack Obama. Em Setembro de 2014, Gaga cantou uma versão curta do tema nos concertos da digressão ArtRave: The Artpop Ball.
Em Outubro de 2016, Gaga participou do segmento Carpool Karaoke do programa The Late Late Show with James Corden, no qual "The Edge of Glory", por entre outras canções, foi cantada por Gaga enquanto no veículo. Um trecho de "The Edge of Glory" pôde ser ouvido no concerto da cantora no Super Bowl em Fevereiro de 2017. Em Abril de 2017, Gaga cantou uma versão acústica com piano da canção no seu concerto no Coachella Valley Music and Arts Festival, no qual dedicou uma das apresentações à Sonja Durham, uma amiga cujo cancro a havia colocado em estado terminal. Esta performance foi vista por vários críticos como um dos momentos emocionantes mais altos da Joanne World Tour, com Selena Fragassi, do Chicago Sun-Times, comentando que "Gaga fez uma versão incrivelmente tocante e quase operática" da canção, enquanto Tom Murray, do Edmonton Journal, achou que a artista fez uma "interpretação de partir o coração" e que "quase parecia estar a canalizar Liza Minnelli" enquanto cantava. Por outro lado, Jay N. Miller, do The Patriot Ledger, pensou que a performance "não foi leve, e provavelmente não musicalmente precisa, mas como a canção se transformava de tristeza a algo que parecia ser uma réstia de esperança, foi um dos momentos mais marcantes de catarse que já ouvimos."
Na paragem da Joanne World Tour em Filadélfia em Setembro seguinte, "The Edge of Glory" foi interpretada pela artista para Owen Zelinski, um fã da que sofre de vários problemas de saúde, inclusive o Síndrome de Dravet. Gaga tomou conhecimento sobre a situação de Collins através de um vídeo viral publicado pela mãe do fã. Um mês depois, a artista participou do concerto beneficente Deep From the Heart: The One America Appeal, no qual além de ter interpretado "The Edge of Glory" como o último tema do seu alinhamento de piano, juntou-se à outros artistas para angariar dinheiro para vítimas de furacões. Esta canção foi também inclusa no alinhamento do concerto de residência em Las Vegas de 2018-19, intitulado Enigma. Após a interpretação de "Government Hooker" e "I'm Afraid of Americans" de David Bowie, Gaga revela à audiência que ela se dirige a um "lugar de cura". Depois de desaparecer do palco, retorna em um vestido transparente com um bodysuit por baixo e inicia a interpretação de "The Edge of Glory". A cantora canadiana Céline Dion assistiu a um dos concertos da artista, tendo publicado um vídeo que viralizou no seu Twitter no qual dançava ao som de "The Edge of Glory". Em 2022, Gaga cantou a música na digressão The Chromatica Ball, enquanto tocava um piano dentro uma escultura de espinhos.

## Alinhamento de faixas
A versão para download digital ficou disponível em lojas musicais digitais, inclusive a iTunes Store, a partir de 9 de Maio de 2011. A 8 de Julho seguinte, foi disponibilizada a versão em CD, que contém a edição da rádio, que é mais curta que a do álbum, e um remix pela banda Cahill. Quatro dias depois, foi lançado o EP de remixes na iTunes Store que consiste de seis remixes. No dia 18 de Julho, foi disponibilizada em download digital uma nova versão da música no Reino Unido, com uma duração mais longa.
| - Download digital 1. "The Edge of Glory" (versão do álbum) — 5:20 - CD single — Alemanha 1. "The Edge of Glory" (edição da rádio) — 4:20 2. "The Edge of Glory" (Cahill Club Mix) — 7:26 - Download digital — Reino Unido 1. "The Edge of Glory" (versão estendida) — 6:10 | - The Edge of Glory: The Remixes (EP) 1. "The Edge of Glory" (Sultan & Ned Shepard Remix) — 6:34 2. "The Edge of Glory" (Funkagenda Remix) — 7:53 3. "The Edge of Glory" (Bare Noize Remix) — 3:48 4. "The Edge of Glory" (Porter Robinson Remix) — 6:40 5. "The Edge of Glory" (Cahill Club Mix) — 7:27 6. "The Edge of Glory" (Foster the People Remix) — 6:10 |

## Créditos
Os seguintes créditos foram adaptados do encarte do álbum Born This Way (2011) e do CD single de "The Edge of Glory":
Gravação
- Gravada no estúdio The Living Room em Oslo, Noruega;
- Misturada no estúdio Germano em Nova Iorque, Nova Iorque, EUA;
- Masterizada no estúdio Sterling Sound em Nova Iorque, Nova Iorque, EUA;[nota 3]
- Masterizada no estúdio HM Mastering em Minneapolis, Minessota, EUA.[nota 9]

| Pessoal - Stefani Germanotta — vocais principais, composição, produção, teclado, vocais de apoio - Fernando Garibay — composição, produção e arranjos, programação, teclado - Paul Blair — composição, programação de bateria - Clarence Clemons — saxofone - Kareem "Jesus" Devlin-Byrne — guitarra - Dave Russell — gravação, mixagem - George Tanderø — assistência - Ken Knapstad — assistência - Chris Geringer — masterização, engenharia - Kenta Yonesaka — assistência - Kevin Porter — assistência - Al Carlson — assistência - Bill Malina — engenharia adicional - Vincent Herbert — A&R - Huntley Miller — masterização | Vídeo musical - Filmado nos Universal Studios, Hollywood, CA - Lady Gaga — direcção criativa - Nicola Formichetti — direcção de moda - Val Garland — maquilhagem - Frederic Aspiras — cabelo - Anna Trevelyan — roupa - Brandon Maxwell — roupa - Aya Fukuda — unhas - Clarence Clemons — saxofone - Jarrett "Bonch" Fijal — edição |

## Desempenho nas tabelas musicais
Nos Estados Unidos, "The Edge of Glory" estreou no número 31 da tabela de música pop, de acordo com a publicação da revista Billboard de 28 de Maio de 2011. Também foi a segunda canção mais vendida em lojas digitais, registando um acumulado de aproximadamente 266 mil exemplares comercializados, segundo o Nielsen SoundScan. A música entrou na tabela oficial de canções na terceira posição e na tabela de canções mais reproduzidas nas estações de rádio na 54.ª colocação, com vinte milhões de reproduções nas principais estações de rádio norte-americanas. Gaga tornou-se na primeira artista desde Mariah Carey em 1993 a ter os seus dez singles de estreia a atingirem o pico dentro das dez melhores posições da tabela oficial de canções. Na semana seguinte, "The Edge of Glory" subiu para o 18.° posto da tabela de música pop e foi a canção com a maior ascensão da semana. Entretanto, as vendas digitais somavam um colectivo de cerca de 98 mil unidades, o que representou uma baixa de 64 por cento, o que fez também com que a sua posição na tabela oficial de canções baixasse para dezanove. Não obstante, à medida que a música subia para o 37.° posto na tabela das mais reproduzidas, o seu airplay aumentava para trinta mil reproduções nas estações de rádio. Na sua terceira semana de comercialização, em parte devido ao lançamento de Born This Way, "The Edge of Glory" foi novamente a canção com a maior ascensão na tabela de música pop, tendo atingido o número quatorze, enquanto estreava no número 33 da tabela de música pop adulta. Foi também a canção com maior aumento em vendas da semana, registando 165 mil unidades embarcadas, com a sua reprodução nas rádios aumentando para 39 milhões, resultando numa consequente ré-entrada nas dez melhores colocações da tabela oficial de canções, desta vez no número oito. Tendo o single alcançado o seu pico no número três da tabela oficial de canções, igualou a posição de pico de "Freeway of Love" (1985), canção de Aretha Franklin na qual Clemons também fez uma participação com o seu saxofone. Durante o resto do seu tempo de permanência na tabela oficial de canções, o single foi rondando as dez melhores posições por mais nove semanas consecutivas, sendo que a sua aparição final foi na publicação de 5 de Novembro, na qual ocupava o quinquagésimo posto.
"The Edge of Glory" manteve o seu aumento no número de reproduções nas estações de rádio, tendo atingido o número quinze na tabela dos temas mais reproduzidos com 51 milhões de reproduções. Além disso, vendeu 166 mil unidades digitais, movendo-se para a sétima colocação da tabela oficial de canções e para a 14.ª da tabela de música pop adulta, e ainda estreou no número 46 da tabela de música dance. A canção atingiu o seu pico no quarto posto da tabela de reprodução nas rádios, no terceiro da de música pop, no sétimo da de música contemporânea adulta, e no segundo da de música pop adulta. Na emissão de 13 de Agosto, "The Edge of Glory" alcançou o topo da tabela de música dance, tornando-se o sétimo single consecutivo de Gaga a alcançar essa posição e o décimo no geral, fazendo de Gaga a artista a atingir dez números uns na tabela com o tempo mais rápido: dois anos, cinco meses e três semanas, quebrando assim o recorde estabelecido por Rihanna de quatro anos e cinco semanas entre 2005-09. Até Dezembro de 2011, "The Edge of Glory" já havia vendido dois milhões e 325 mil exemplares digitais e tornou-se na 29.ª canção mais vendida do ano nos EUA. Até Abril de 2016, o seu número de vendas digitais havia aumentado para três milhões de unidades apenas em território norte-americano, tornando-se na sétima canção mais vendida da intérprete naquele país. Entretanto, no Canadá, o single estreou na terceira colocação da tabela oficial de canções, bem como na segunda da tabela de vendas digitais, registando um acumulado de aproximadamente 26 mil unidades comercializadas durante a sua primeira semana de distribuição no território. Outrossim, foi a maior estreia da tabela de música contemporânea, no número 42. Na sua segunda semana na tabela oficial de canções, caiu para a posição 21. Apenas na semana após essa é que o single conseguiu voltar a entrar nas dez melhores posições, tendo as suas vendas disparado e a sua reprodução em estações de rádio também aquando do lançamento de Born This Way. Passadas quatro semanas na tabela de música contemporânea, a música alcançou também as dez melhores posições.
No Reino Unido, "The Edge of Glory" estreou no número seis e foi a estreia mais alta da semana de 15 de Maio de 2011, segundo a Official Charts Company (OCC). Após andar à deriva nas posições baixas da tabela por quatro semanas, tendo inclusive atingido o número 28, conseguiu regressar às dez melhores posições na semana de 26 de Junho, na oitava posição. As suas vendas digitais aumentaram em 89,1 por cento, muito por causa da interpretação ao vivo da cantora no Paul O'Grady Live, transmitida por três vezes. A transmissão também ajudou na reprodução da canção nas principais estações de rádio nacionais, tendo ela subido para a sua posição de pico: a sétima. "The Edge of Glory" foi a vigésima sétima canção mais bem-sucedida do país em 2011. Em Fevereiro de 2014, três anos após o seu lançamento, mais de 580 mil cópias do single foram reportadas pela OCC como comercializadas apenas em território britânico, o que fez com que a British Phonographic Industry (BPI) atribuísse o certificado de disco de platina. Na Irlanda, a obra estreou no número dez a 13 de Maio e atingiu o seu pico no número quatro na sua oitava semana. Também estreou nos números cinco na Espanha e dezanove na Finlândia, onde conseguiu subir para o número quatorze na sua segunda semana e abandonado a tabela na semana após essa. Na França, embora o single tenha estreado na sétima colocação, nas semanas seguintes foi caindo tanto que acabou abandonado a tabela musical. Conseguiu regressar na semana de 18 de Julho no número 54 e permanecido até 8 de Outubro, saindo na posição 95. Na Alemanha, "The Edge of Glory" entrou no 28.° posto, tendo alcançado o seu pico no número três na sua nona semana. Em território italiano, onde alcançou a segunda colocação, recebeu o certificado de disco de platina pela Federazione Industria Musicale Italiana (FIMI). Em Portugal, na semana de 15 de Maio de 2011, a música estreou na 15.ª colocação da tabela da Associação Fonográfica Portuguesa (AFP), sendo a estreia mais alta da semana. Na sua segunda semana, atingiu a sua posição de pico no número oito. A canção voltou a entrar na tabela a 3 de Julho de 2011, na posição 46, totalizando seis semanas de permanência na tabela.
Na Oceânia, onde após apenas onze semanas de comercialização recebeu o certificado de disco de ouro pela Recorded Music NZ pelo embarque de sete mil e quinhentas unidades físicas e digitais, a canção estreou no número onze na Austrália e no número três na Nova Zelândia. Todavia, na publicação de 30 de Maio de 2011, o que corresponde à sua terceira semana na Austrália, a música teve uma queda brusca para o número 38, mas nas semanas seguintes foi registando uma ascensão lenta, atingindo o pico no segundo posto oito semanas depois, o que fez com que a Australian Recording Industry Association (ARIA) atribuísse o certificado de disco de platina pelo embarque de 140 mil unidades físicas e digitais. Nas semanas seguintes, a canção registou um decréscimo considerável em vendas e em reproduções nas estações de rádio, o que fez com que abandonasse a tabela a 10 de Outubro no número 45. No entanto, o desempenho de "The Edge of Glory" foi mais positivo na Nova Zelândia, onde embora tenha também tido uma queda brusca para a vigésima posição durante a sua terceira semana, conseguiu ré-entrar nas dez melhores posições e permaneceu por cinco semanas consecutivas, abandonando a tabela mais cedo no 29 posto na publicação de 29 de Agosto.
Na Coreia do Sul, "The Edge of Glory" vendeu 44,176 cópias digitais na semana de 22 de Maio de 2011, o que garantiu-lhe uma estreia no segundo posto da tabela de vendas online de canções internacionais. Na semana seguinte, aquando do lançamento de Born This Way no país, a música subiu para a posição de topo, registando um embarque de 48.937 unidades digitais comercializadas. No Japão, onde recebeu o certificado de disco de ouro por duas vezes pela Recording Industry Association of Japan (RIAJ) após vender mais de cem mil cópias na sua versão original e outros cem mil na sua versão em tom de toque, "The Edge of Glory" estreou no vigésimo posto da tabela de canções na semana de 9 de Julho de 2011, e atingiu o seu pico na oitava colocação.

### Posições
| Região — Tabela musical (2011)                            | Posição de pico |
| --------------------------------------------------------- | --------------- |
| Alemanha — Top 100 Singles (GfK Entertainment Charts)     | 3               |
| Austrália — ARIA Top 100 Singles Chart                    | 2               |
| Áustria — Ö3 Austria Top 40 Singles                       | 3               |
| Bélgica (Flandres) — Ultratop 50 Singles                  | 6               |
| Bélgica (Valónia) — Ultratop 50 Singles                   | 2               |
| Brasil — Hot 100 Airplay (Billboard)                      | 24              |
| Canadá — Hot 100 (Billboard)                              | 3               |
| Canadá — AC Airplay (Billboard)                           | 2               |
| Canadá — Hot AC Airplay (Billboard)                       | 1               |
| Canadá — CHR/Top 40 Airplay (Billboard)                   | 3               |
| Coreia do Sul — International Online Singles Chart (Gaon) | 1               |
| Croácia — Airplay Radio Chart (Hrvatska radiotelevizija)  | 6               |
| Dinamarca — Singles Top-40 (Hitlisten)                    | 8               |
| Escócia — Singles Chart (OCC)                             | 2               |
| Eslováquia — Rádio Top 100 Oficiálna (FIIF)               | 1               |
| Espanha — Top 100 Canciones (PROMUSICAE)                  | 5               |
| Estados Unidos — Billboard Hot 100                        | 3               |
| Estados Unidos — Adult Top 40 (Billboard)                 | 2               |
| Estados Unidos — Mainstream Top 40 (Billboard)            | 3               |
| Estados Unidos — Adult Contemporary (Billboard)           | 7               |
| Estados Unidos — Hot Dance Club Songs (Billboard)         | 1               |
| Estados Unidos — Dance/Mix Show Airplay (Billboard)       | 14              |
| Estados Unidos — Rhythmic Songs (Billboard)               | 27              |
| Finlândia — Suomen virallinen singlelista                 | 14              |
| França — Top Singles (SNEP)                               | 7               |
| Grécia — Digital Songs Sales (Billboard)                  | 6               |
| Hungria — Single Top 40 (MAHASZ)                          | 6               |
| Irlanda — Singles Chart (IRMA)                            | 4               |
| Israel — Media Forest                                     | 3               |
| Itália — Top Singoli (FIMI)                               | 2               |
| Japão — Hot 100 (Billboard)                               | 8               |
| Líbia — The Official Lebanese Top 20                      | 8               |
| Luxemburgo — Digital Songs (Billboard)                    | 6               |
| Nova Zelândia — Top 40 Singles Chart (RMNZ)               | 3               |
| Noruega — Topp 40 Singles (VG-lista)                      | 2               |
| Países Baixos — Nederlandse Top 40                        | 36              |
| Portugal — Associação Fonográfica Portuguesa              | 8               |
| Reino Unido — Singles Chart (OCC)                         | 6               |
| República Checa — Rádio Top 100 Oficiální (FIIF)          | 7               |
| Rússia — TopHit Airplay Detection TopHit 100              | 25              |
| Comunidade dos Estados Independentes — TopHit             | 28              |
| Ucrânia — TopHit Airplay                                  | 55              |
| Suécia — Singles Top 100 (Sverigetopplistan)              | 19              |
| Suíça — Singles Top 75 (Schweizer Hitparade)              | 10              |
| União Europeia — Digital Tracks (Billboard)               | 2               |
| Islândia — Tónlistinn (Plötutíðindi)                      | 5               |

| Região — Tabela musical (2021)                          | Posição de pico |
| ------------------------------------------------------- | --------------- |
| Estados Unidos — Hot Dance/Electronic Songs (Billboard) | 39              |

| Região — Tabela musical (2011)                             | Posição |
| ---------------------------------------------------------- | ------- |
| Alemanha — Top 100 Singles (GfK Entertainment Charts)      | 27      |
| Austrália — ARIA Top 100 Singles Chart                     | 39      |
| Áustria — Ö3 Austria Top 40 Singles                        | 38      |
| Bélgica (Valónia) — Dance Singles Chart                    | 83      |
| Canadá — Hot 100 (Billboard)                               | 14      |
| Croácia — Airplay Radio Chart (Hrvatska radiotelevizija)   | 11      |
| Estados Unidos — Billboard Hot 100                         | 29      |
| Estados Unidos — Hot Adult Contemporary Tracks (Billboard) | 17      |
| Estados Unidos — Hot Dance Club Songs (Billboard)          | 37      |
| Estados Unidos — Adult Top 40 (Billboard)                  | 15      |
| Estados Unidos — Mainstream Top 40 (Billboard)             | 21      |
| França — Top Singles (SNEP)                                | 87      |
| Hungria — Single Top 40 (MAHASZ)                           | 24      |
| Japão — Hot 100 (Billboard)                                | 36      |
| Reino Unido — Singles Chart (OCC)                          | 27      |
| Nova Zelândia — Top 40 Singles Chart (RMNZ)                | 40      |
| Suíça — Singles Top 75 (Schweizer Hitparade)               | 54      |

| Região — Tabela musical (2012)                             | Posição |
| ---------------------------------------------------------- | ------- |
| Estados Unidos — Hot Adult Contemporary Tracks (Billboard) | 32      |

| Região — Associação (Vendas)      | Certificação        |
| --------------------------------- | ------------------- |
| Alemanha — BVMI (150 000)         | Ouro                |
| Austrália — ARIA (140 000)        | 5× Platina          |
| Coreia do Sul — Gaon (392 479)    |                     |
| Dinamarca — FIIF (15 000)         | Ouro                |
| Estados Unidos — RIAA (3 000 000) | 4× Platina          |
| Itália — FIMI (30 000)            | Platina             |
| Japão — RIAJ (100 000)            | Ouro (digital)      |
| Japão — RIAJ (100 000)            | Ouro (tom de toque) |
| Nova Zelândia — RMNZ (7 500)      | Ouro                |
| Suécia — GLF (40 000)             | Platina             |
| Suíça — FIIF (15 000)             | Ouro                |
| Reino Unido — BPI (918 000)       | Platina             |